# アクション俳優
アクション俳優とは、おもにアクション映画に数多く出演する俳優のことである。アクション・スターやアクション・ヒーローとも言われる。
総じてスポーツや格闘技（武術など）の経験のある俳優がアクションを演ずることが多いが、1990年前後からCGなどの撮影技術の向上に伴い、必ずしも格闘技などの経験を問わない傾向も生れた。その一方、スタントマン無し、CG無しで演じられる本物のアクション俳優の存在意義も2000年代以降も変わらずにある。

## 歴史

### 初期

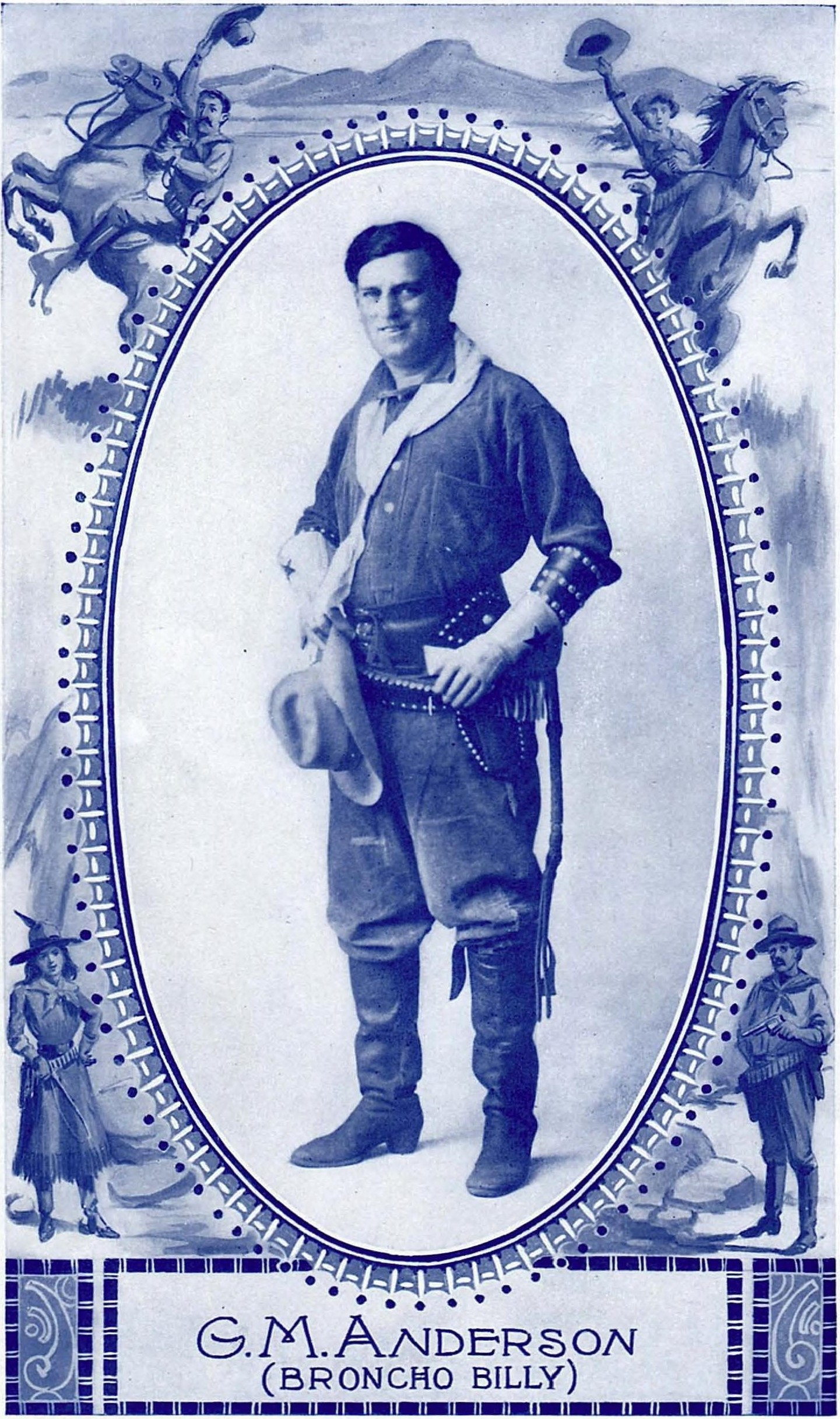
ブロンコ・ビリー・アンダーソン（1914年）

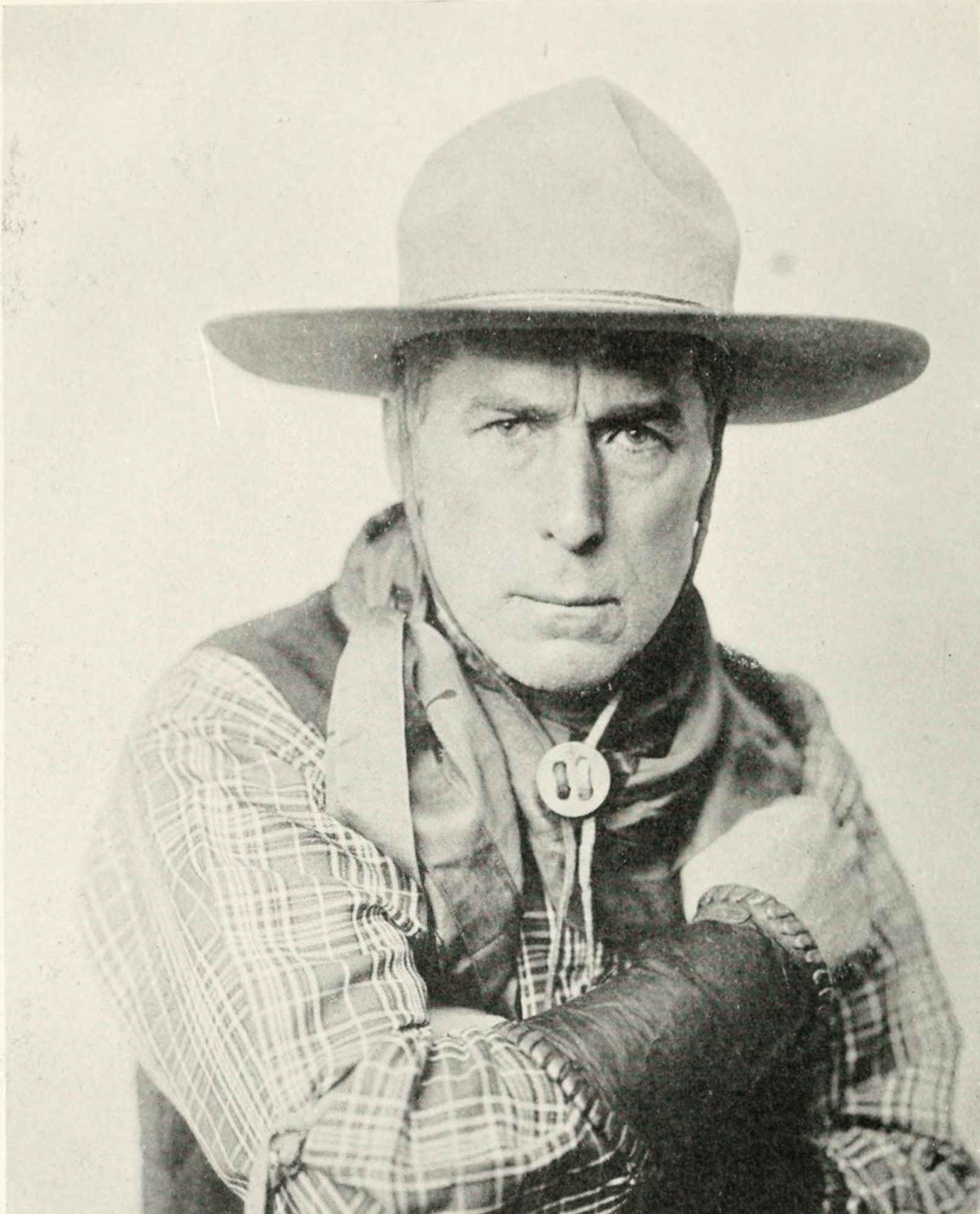
ウィリアム・S・ハート（1920年）

アクション映画で活躍するアクション俳優の原点は、ハリウッド映画のサイレント時代に遡り、初めて縦構図やパン撮影が用いられた西部劇の『大列車強盗』（1903年）に出演していたブロンコ・ビリー・アンダーソンのほか、ウィリアム・S・ハートなどの人気西部劇スターがいた。トーキー時代になると、西部劇の名作『駅馬車』（1939年）に主演したジョン・ウェインが人気を博した。

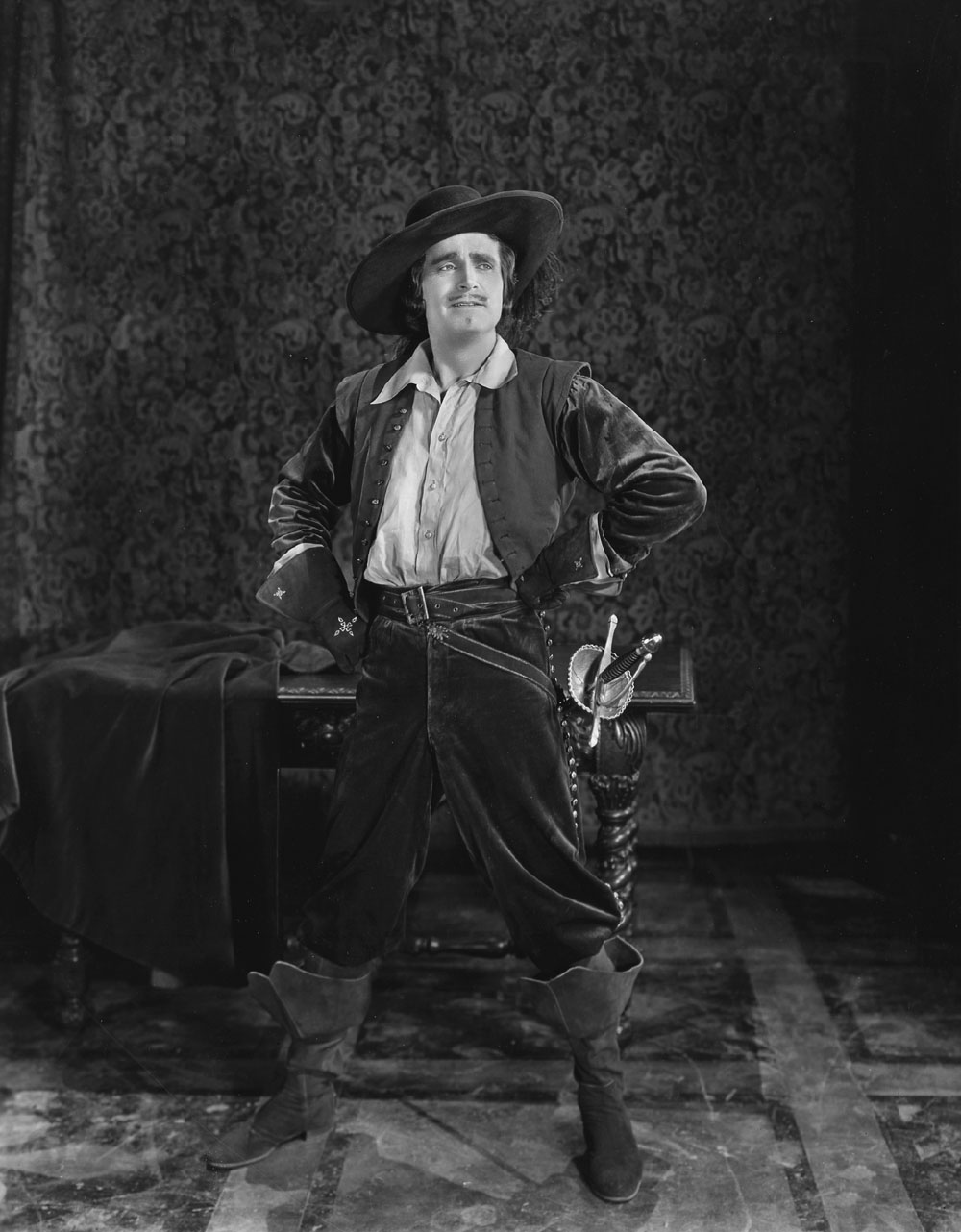
『鉄仮面』（1929年）でのダグラス・フェアバンクス

冒険映画のサブジャンルでもある剣戟映画のサイレント時代には、『奇傑ゾロ』（1920年）、『三銃士』（1921年）、『ロビン・フッド』（1922年）などで主役を演じたダグラス・フェアバンクスがほとんどの作品でスタントマン無しのアクションを披露し、冒険活劇のヒーローとして一世を風靡するほどの人気者となった。
ギャング映画もD・W・グリフィス監督のサイレント映画『ピッグ横丁のならず者』（1912年）などを皮切りに、トーキーの1930年代にはマフィア王のアル・カポネを題材にした『犯罪王リコ』（1930年）、『暗黒街の顔役』（1932年）などが大ブームとなり、ジェームズ・キャグニーが主人公のギャングを好演した『民衆の敵』（1931年）なども注目された。

### 1940年代から1960年代

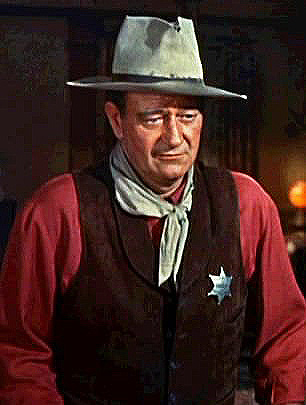
『リオ・ブラボー』でのジョン・ウェイン（1959年）

第二次世界大戦後になると戦争映画が多く作られ、20世紀以降の近代戦を題材に、軍人などが少人数で架空の戦闘行為を演じる映画がアクション映画のカテゴリーとして言及されるようになったが、戦前と同様に西部劇もハリウッドで変わらぬ人気が続いて、『荒野の決闘』（1946年）、『アパッチ砦』（1948年）、『赤い河』（1948年）、『真昼の決闘』（1952年）、『捜索者』（1956年）、『OK牧場の決斗』（1957年）、『リオ・ブラボー』（1959年）などのヒット作が次々と製作され、それらに主演したヘンリー・フォンダ、ジョン・ウェイン、ゲイリー・クーパーなどが大スターとして人気を誇った。
1950年代後半から1960年代前半には、元ボディビルダーのスティーヴ・リーヴスが『ヘラクレス』（1958年）などのソード&サンダル映画で主演を務め人気を博した。スティーヴ・リーヴスは、のちに活躍するアクション俳優に影響を与え、シルヴェスター・スタローンやアーノルド・シュワルツェネッガー、ドウェイン・ジョンソンは幼少期に同作を観賞していたことがアクション・スターを目指すきっかけとなった。

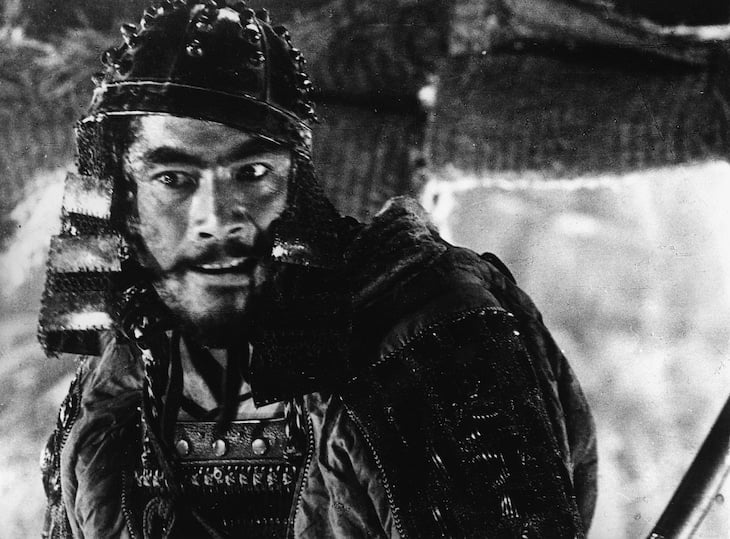
『七人の侍』（1954年）での三船敏郎

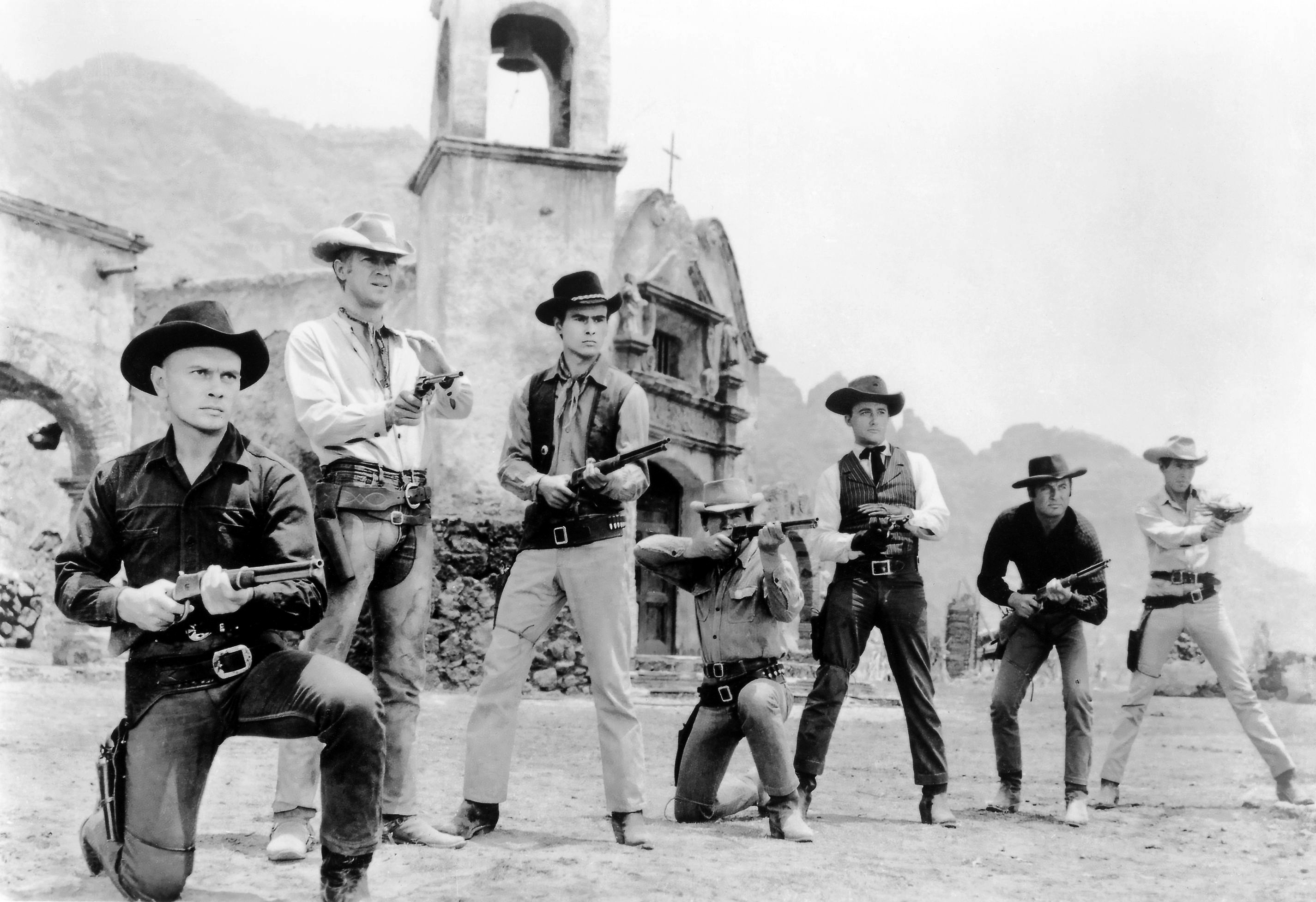
『荒野の七人』（1960年）の主演者（左からユル・ブリンナー、スティーブ・マックイーン、ホルスト・ブッフホルツ、チャールズ・ブロンソン、ロバート・ヴォーン、ブラッド・デクスター、ジェームズ・コバーン）

日本映画では敗戦によるGHQの占領時代が終った後、時代劇やチャンバラ映画が復活・解禁されて『羅生門』（1950年）や、時代劇アクション『七人の侍』（1954年）がヒットし、それらに主演した三船敏郎が世界的にも注目された。三船が豪快で子供っぽい偽侍「菊千代」を魅力的に好演した『七人の侍』は、様々な形でのちの多くのアクション映画の原型にもなり、ハリウッドでは西部劇『荒野の七人』（1960年）にリメイクされて、ユル・ブリンナー、スティーブ・マックイーン、チャールズ・ブロンソン、ジェームズ・コバーンなどがガン・アクションを演じた。なお、『七人の侍』と同年には、日本の特撮怪獣映画の嚆矢となった『ゴジラ』（1954年）が製作され人気シリーズ化し、「ゴジラ」(Godzilla)はのちに海外でも人気キャラクターとなっていった。

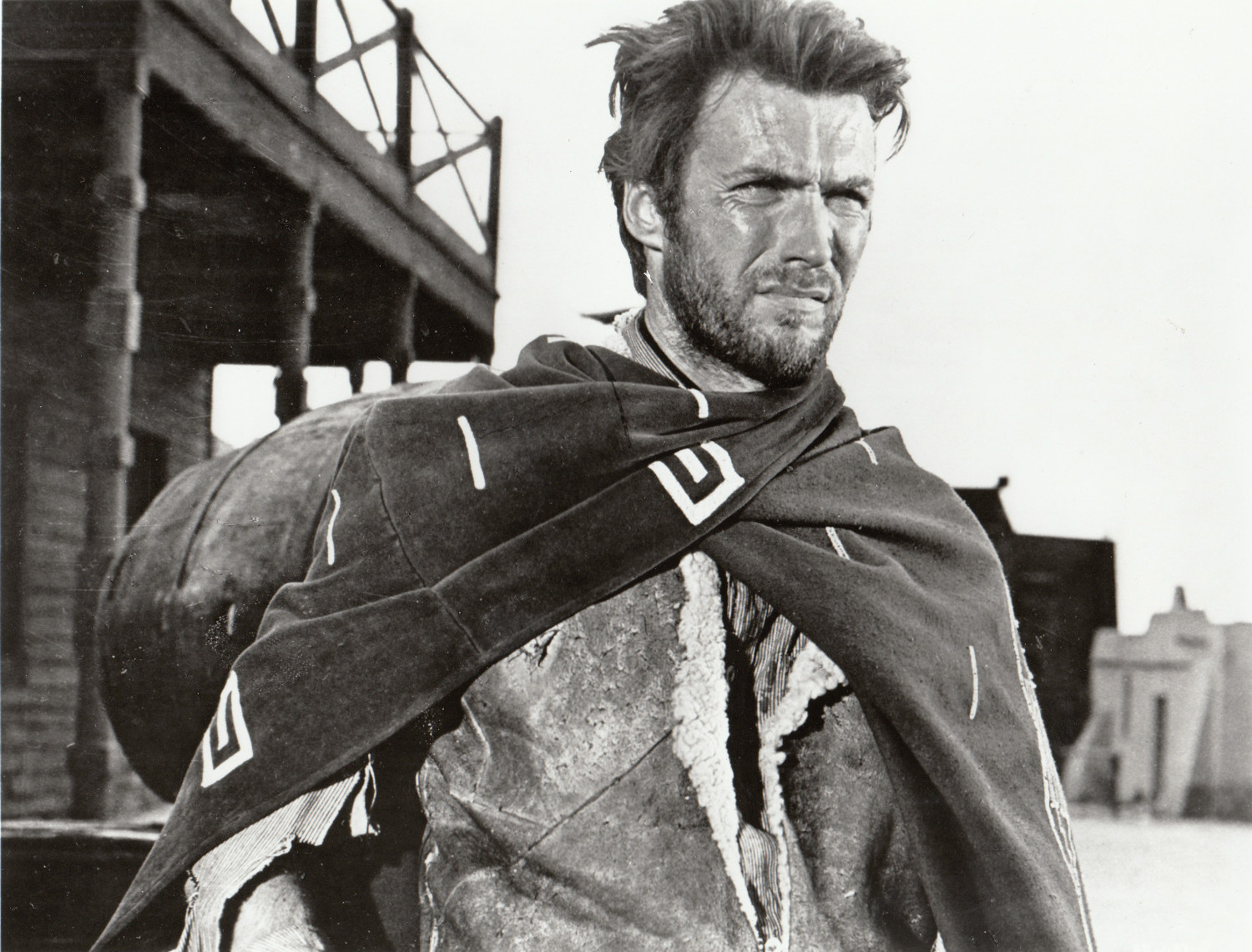
『荒野の用心棒』（1964年）でのクリント・イーストウッド

1960年代では、公民権運動の高まりもあり、白人を善とする勧善懲悪の古典的なハリウッドの西部劇が後退し、イタリア産の西部劇マカロニ・ウェスタンが台頭し始め、三船敏郎主演でリアルな殺陣が注目された日本の時代劇映画『用心棒』（1961年）の影響を受けた『荒野の用心棒』（1964年）や、『夕陽のガンマン』（1965年）などの過激な暴力描写の映画に主演したクリント・イーストウッドが、「モンコ」というニヒルなアウトローの主人公として人気を博した。三船主演の『用心棒』（1961年）は、のちの香港の武侠映画にも影響を与えた。

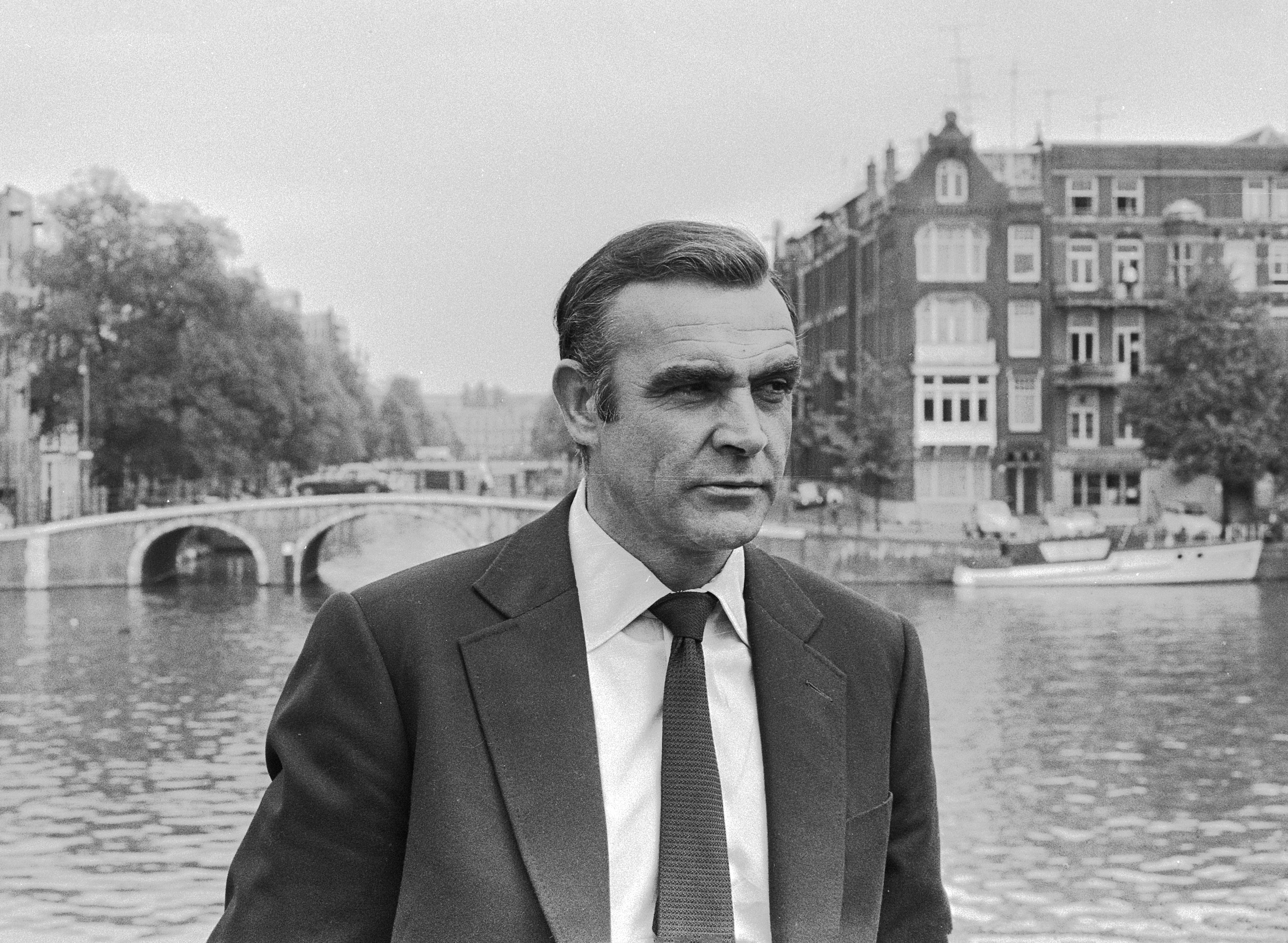
『007 ダイヤモンドは永遠に』（1971年）でのショーン・コネリー

この時期にはスパイ映画も全盛期となり、東西冷戦を背景にしたイギリス映画の「007シリーズ」の1作目『007は殺しの番号』（1962年）から主人公のスパイ「ジェームズ・ボンド」の荒唐無稽で大胆なアクションを演じたショーン・コネリーが世界的な人気を博して一世を風靡した。ショーン・コネリー主演の「007シリーズ」はスパイ・アクションの走りとなった。
1960年代の最後には、ウィリアム・ホールデンが強盗団のリーダーを演じ、本家の西部劇の終焉的なヒット作『ワイルドバンチ』（1969年）でのスローモーション撮影を多用した暴力描写が注目され、のちのアクション映画の表現方法に影響を与えた。また『ワイルドバンチ』は三船敏郎主演の日本映画『椿三十郎』（1962年）の影響を受け、ハリウッドの西部劇で初めて血しぶきの描写を取り入れた。
フランス映画では、『リオの男』（1963年）などで危険なアクションシーンをスタントマン無しで演じたジャン＝ポール・ベルモンドが人気を博した。

### 1970年代から1990年代

#### ブルース・リー登場の時代
1970年代には、クリント・イーストウッドが『ダーティハリー』（1971年）の刑事でも当り役となり人気シリーズ化した。同じくアクションを多く盛り込んだ刑事ドラマでは、歴史的なカー・チェイスを演じたジーン・ハックマン主演の『フレンチ・コネクション』（1971年）が大ヒットし、ジーン・ハックマンは第44回アカデミー賞主演男優賞を受賞した。強盗映画ではスティーブ・マックイーン主演の『ゲッタウェイ』（1972年）も注目された。

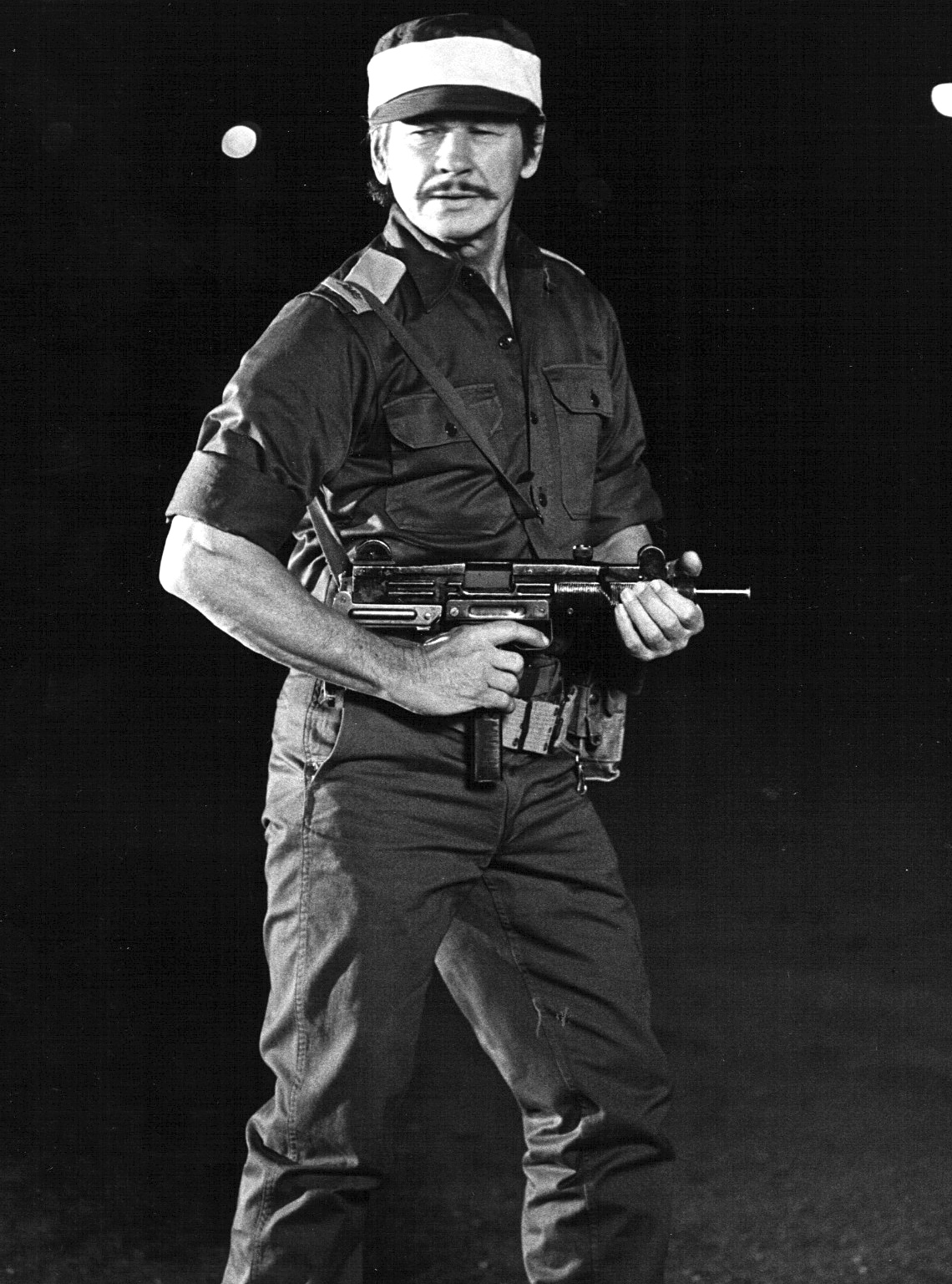
『特攻サンダーボルト作戦』（1977年）でのチャールズ・ブロンソン

イギリス、フランス、イタリアなどで『さらば友よ』（1968年）や『狼の挽歌』（1970年）に主演し世界的に人気を博していたチャールズ・ブロンソンは、久しぶりのハリウッド映画『メカニック』（1972年）で主人公の孤独な殺し屋「アーサー・ビショップ」を熱演した。次のヒット作『狼よさらば』（1974年）では、妻を殺され娘をレイプされた無念のために変貌しニューヨークの街にはびこる犯罪者たちを次々と皆殺しにしていく男を好演し人気シリーズとなった。

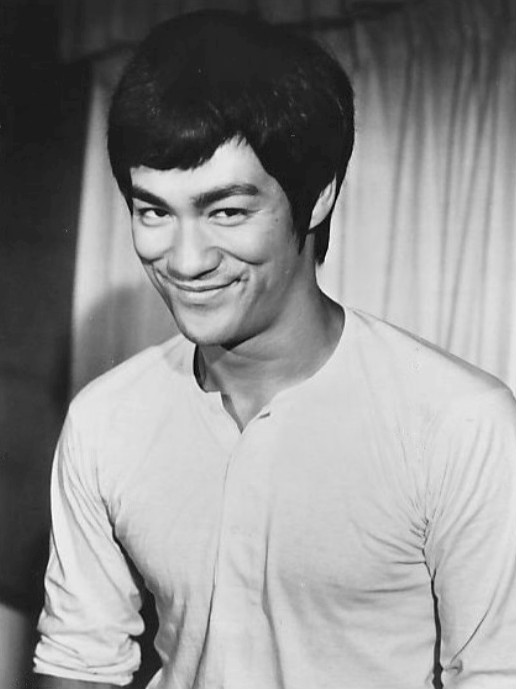
ブルース・リー（1971年）

一方、香港映画『ドラゴン怒りの鉄拳』（1972年）や『ドラゴンへの道』（1972年）で香港の人気アクション・スターとなったブルース・リー主演の『燃えよドラゴン』（1974年）が世界的なヒットとなり、「アチョー」と叫ぶブルース・リーの奇声（怪鳥音）やカンフー映画が世界で大ブームとなった。

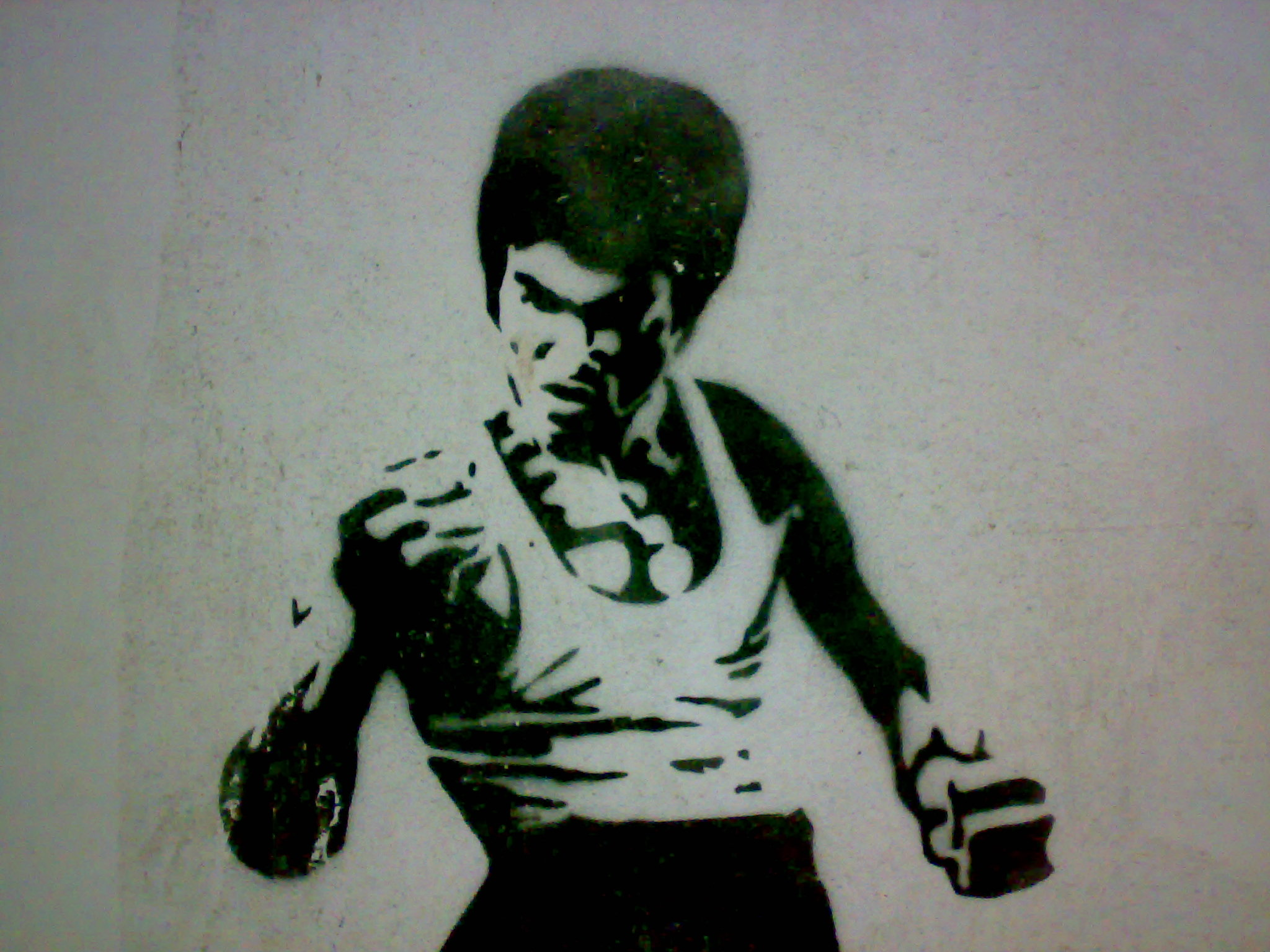
ブルース・リー

映画の中での印象的な台詞「考えるな、感じるんだ」(Don’t think. Feel.)を発したブルース・リーは、新しい格闘技「截拳道」の創始者でもあり、肉体そのものを駆使する格闘アクション俳優として、のちに活躍するジャッキー・チェンやジェット・リーなどの多くのカンフー・スターの先駆的な存在となっただけでなく、アクションでのマーシャルアーツ（武芸・武術）の重要性を世界的に広めた。
『燃えよドラゴン』（1974年）の公開直前にブルース・リーが急逝していたことも相まって、より伝説的な人気が世界に巻き起こったが、「ドラゴン」（ブルース・リーの異名）と名の付く映画は生前時から無数に増え続け、ブルース・リーに憧れた若者の多くが武芸などの格闘技の道場に通うようになったり、ヌンチャクを振り回してブルース・リーの真似をするようになった。
SF映画のヒット作『スターウォーズ』（1977年）は、日本の武士の甲冑をヒントにしたサイボーグ「ダース・ベイダー」など様々な未来的キャラクターなどが登場し、宇宙空間でのアクション活劇という新たな魅力も相まって「スター・ウォーズシリーズ」化されたが、主演のハリソン・フォードの知性と野性を兼ね備えた「ハン・ソロ」役が注目された。

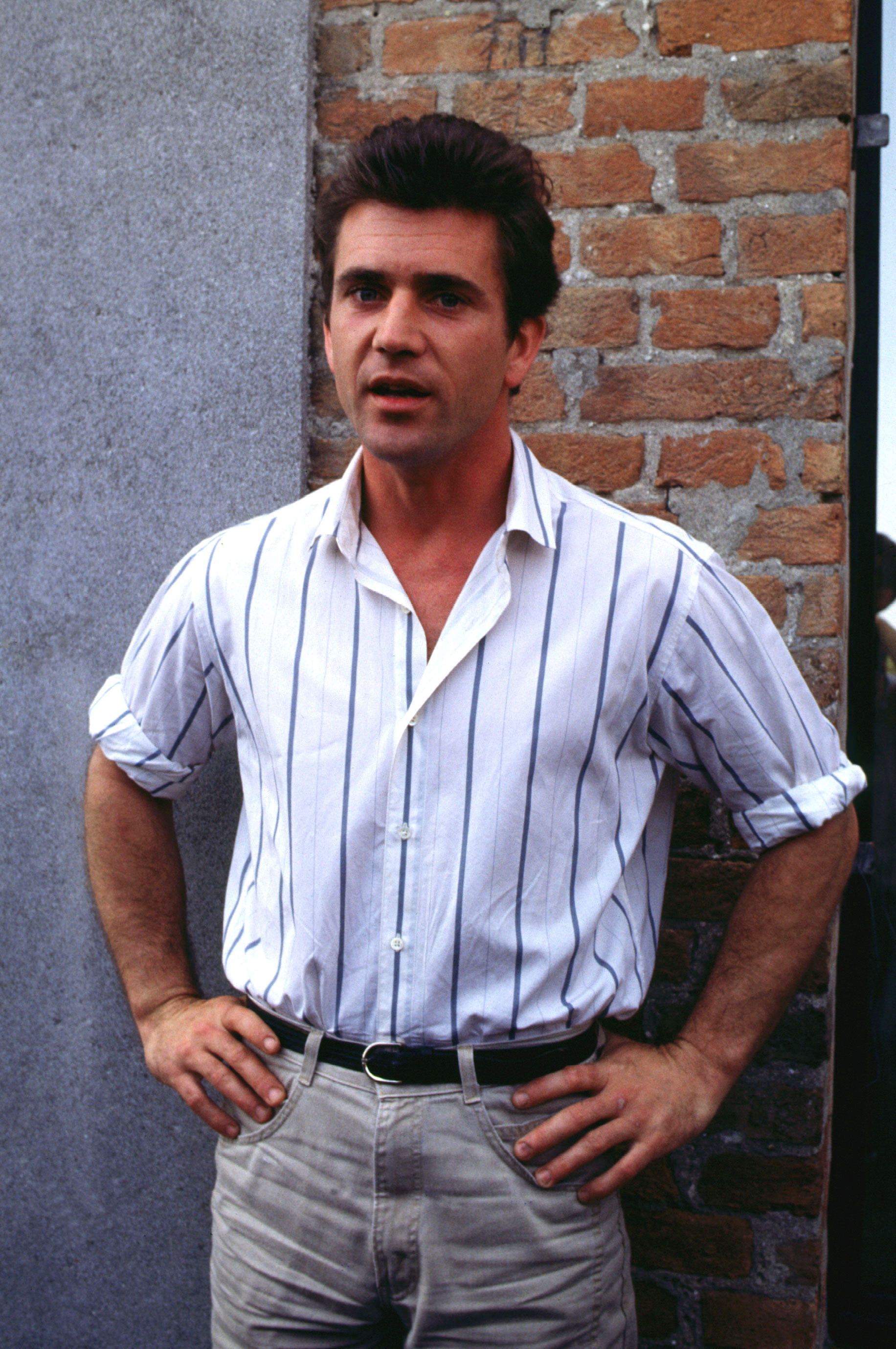
メル・ギブソン（1985年）

オーストラリア映画のバイオレンス・アクション『マッドマックス』（1979年）では近未来の世紀末的な暴走族に対して1人で闘う警察官「マックス」役のメル・ギブソンが世界的な知名度を上げ、こちらも人気シリーズ化された。ディストピア的な世界で異形の悪党どもと闘うヒーロー像は、日本の漫画『北斗の拳』（1983年 – 1988年）の「ケンシロウ」をはじめ、のちの多くのディストピア・アクション作品の原型となった。
1976年には、シルベスター・スタローン主演の『ロッキー』が公開。当時のハリウッドでは「アメリカンニューシネマ」が流行しており、ハッピーエンドを否定する作品やヒーローを描かない作品が最盛を極めていたが、『ロッキー』は「個人の可能性」「アメリカンドリーム」への憧憬を再燃させた。
同時期には、アーノルド・シュワルツェネッガーを中心としたボディビルダー達を取り上げたドキュメンタリー映画の『パンピングアイアン』（1977年）が公開された。前述の『ロッキー』と、この『パンピング・アイアン』のヒットは、1970年代初頭のベトナム戦争後のトラウマや経済的不確実性を払拭したとされる。また本作は「シュワルツェネッガーはネオンのように映画を明るくする」と批評家から評価されるなど、シュワルツェネッガーのスクリーン上での存在感が「再発見」されることになった。『パンピング・アイアン』はドキュメンタリー映画でありながら、1980年代の肉体派俳優全盛の時代への到来を告げる作品であったとの指摘もある。

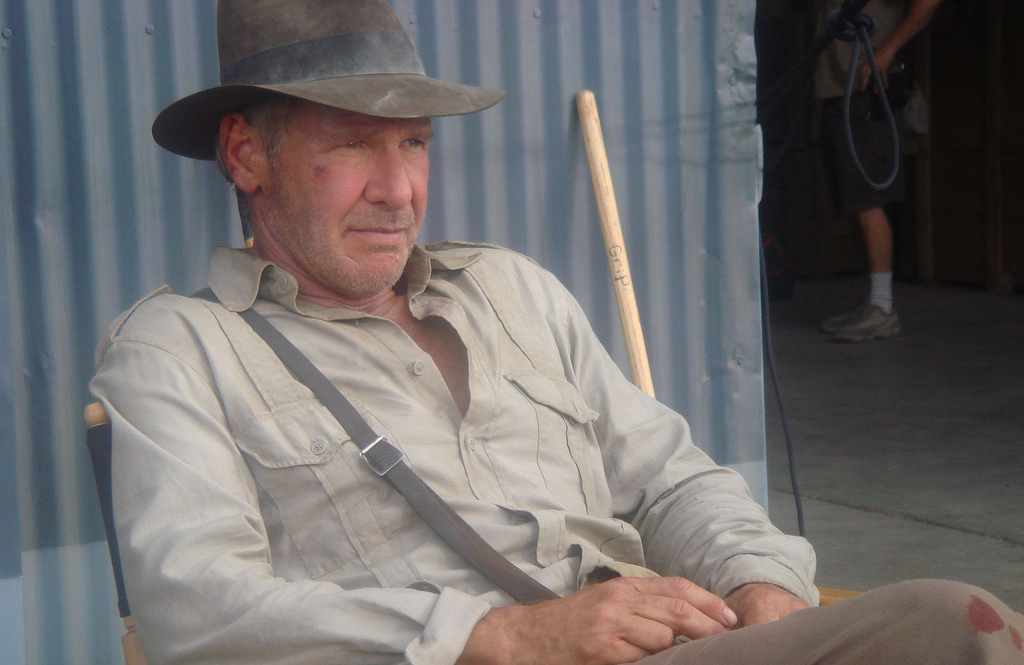
『インディ・ジョーンズ/クリスタル・スカルの王国』（2008年）でのハリソン・フォード

1980年代に入ると、ハリソン・フォードは冒険活劇の『レイダース/失われたアーク《聖櫃》』（1981年）でも主演に抜擢され、子供っぽさと大人のセクシーさを併せ持つ魅力的な個性で考古学者「インディアナ・ジョーンズ」がはまり役となった。「インディ・ジョーンズ シリーズ」は長きに渡る人気作となり、3作目の『インディ・ジョーンズ/最後の聖戦』（1989年）では「インディアナ・ジョーンズ」の父親役のショーン・コネリーと共演した。主人公「インディアナ・ジョーンズ」のイメージは元々、ショーン・コネリーの演じた「007シリーズ」の「ジェームズ・ボンド」のようなヒーロー像が原型だった。
同年には、ジョン・カーペンター監督の『ニューヨーク1997』（1981年）でカート・ラッセルがブレイクした。なおラッセルはその後、1989年公開の『デッドフォール』でシルベスター・スタローンとダブル主演を務めている。
『マッドマックス』（1979年）、『マッドマックス2』（1981年）、『マッドマックス/サンダードーム』（1985年）で成功したメル・ギブソンは、拠点をアメリカに移した『リーサル・ウェポン』（1987年）の刑事「リッグス」役でも人気を博し、1990年代にわたって人気シリーズ化した。『マッドマックス』の「マックス」では孤独な主人公であったが、『リーサル・ウェポン』ではベテラン刑事の相棒役のダニー・グローヴァーと共演した。刑事が二人組（バディ、相棒）で活躍する設定は、『48時間』（1982年）のエディ・マーフィとニック・ノルティのコンビでも見られた。

#### 肉体派アクション・ヒーローの隆盛

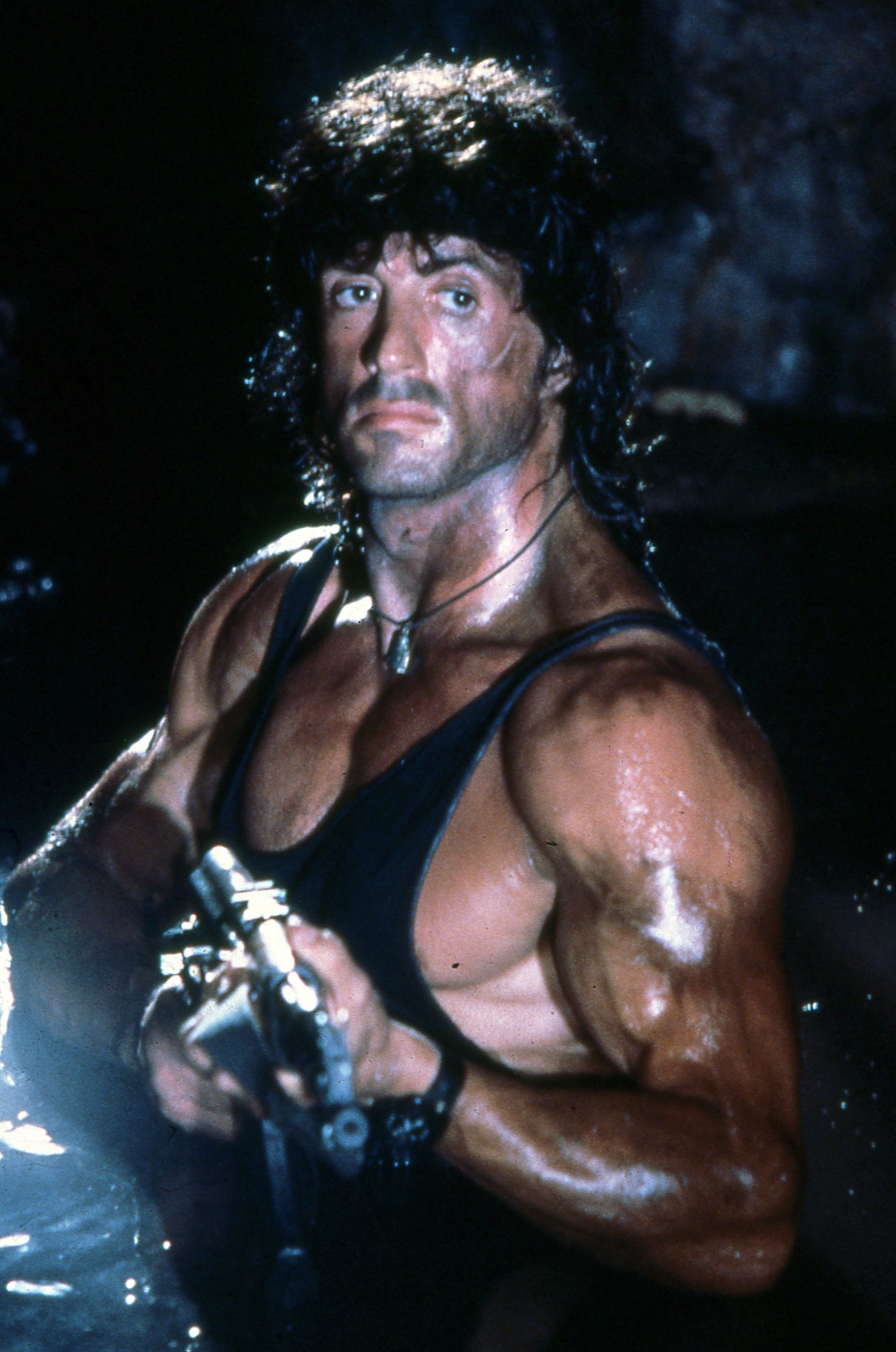
『ランボー3/怒りのアフガン』（1988年）でのシルヴェスター・スタローン

マッチョ系では、前述の『ロッキー』（1976年）のボクサー「ロッキー・バルボア」役で第49回アカデミー賞主演男優賞にノミネートされるなど俳優として成功していたイタリア系のシルヴェスター・スタローンが、さらに単独で多勢を相手に闘う『ランボー』（1982年）の主人公「ジョン・ランボー」でもはまり役となり世界的なアクション俳優の地位を確立した。ベトナム戦争の影を引きずる元グリーンベレー兵士「ランボー」役は当初はスティーヴ・マックイーンなどに打診されていたが、誰も受ける俳優がなく7年間も経過し、スタローンがしぶしぶ引受ける運びとなったが、スタローンの代名詞となった「ランボー・シリーズ」は大人気となり2000年代以降も続くことになった。
『ランボー』と同年、一部のワンシーンを除く全てのスタント・アクションを主演のシュワルツェネッガー自らが行った『コナン・ザ・グレート』（1982年）が登場しヒットした。この作品でシュワルツェネッガーの起用の決め手となったのが、スタッフが観賞していた先のドキュメンタリー映画『パンピング・アイアン』（1977年）であった。この『コナン・ザ・グレート』と、スタローン主演の『ランボー』はどちらも新種のアクション・ヒーローを確立した。肉体的に有能で堂々とした彼らは、1950年代の比較的華奢な俳優とは別世界の存在であった。1960年代から1970年代前半に注目されたジョン・ウェインやクリント・イーストウッドが体現したヒーローであれば、敵を先に銃で撃ち、質問は後回しにしたかもしれないが、この新種のヒーローはそもそも質問などしない主人公像だった。

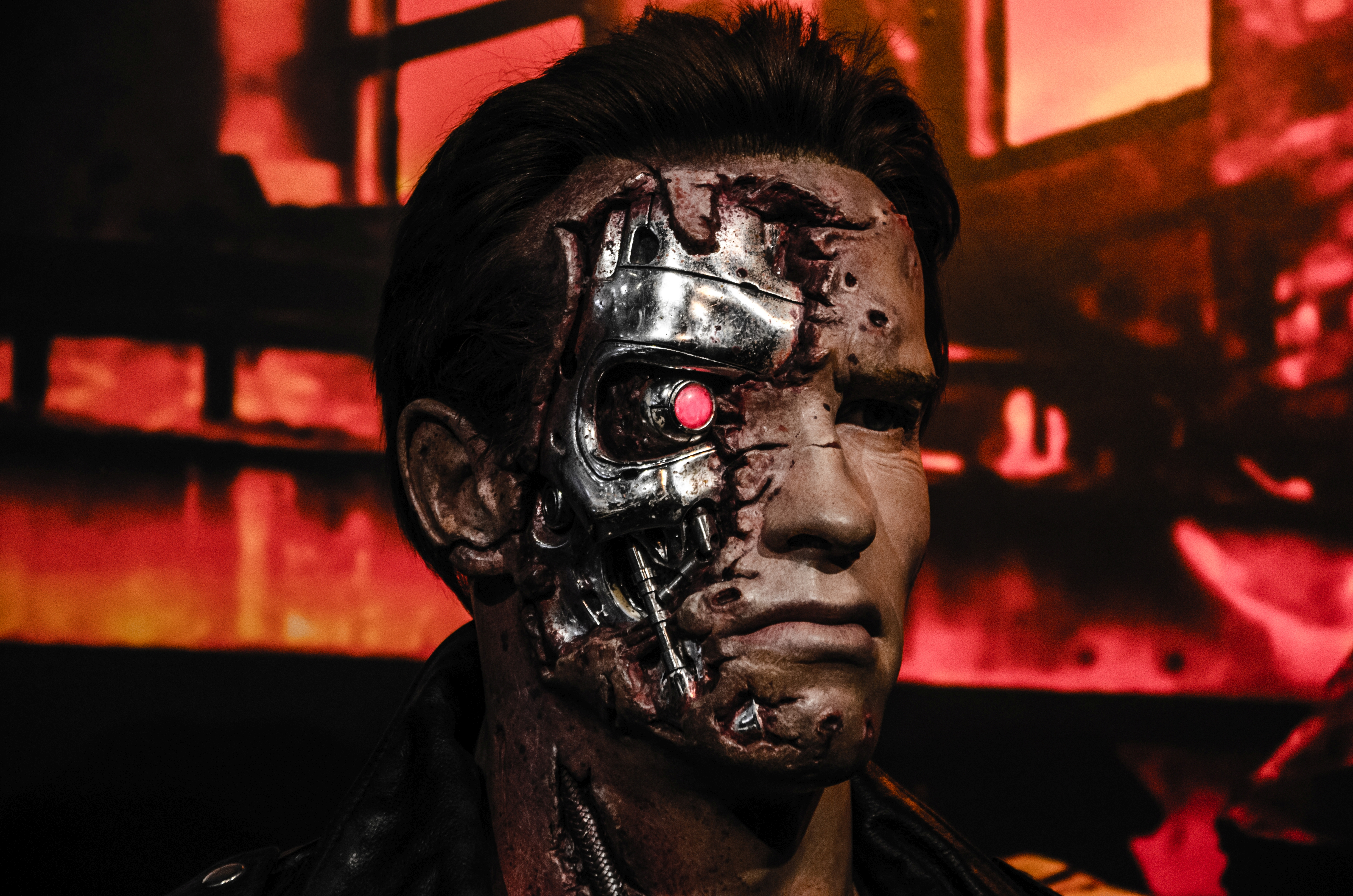
『ターミネーター2』でのアーノルド・シュワルツェネッガーの蝋人形

スタローンが「ワンマン・アーミー」（1人対多勢の戦闘物）の『ランボー』（1982年）でブレイクした同時期には、オーストリアからアメリカに移住し、「ミスター・オリンピア」のチャンピオンから俳優に転身したアーノルド・シュワルツェネッガーも前述の英雄ファンタジー『コナン・ザ・グレート』（1982年）のヒットを経て、出世作のSFアクション『ターミネーター』（1984年）のアンドロイド「T-800」役でブレイクした。続いてヒットした「ターミネーターシリーズ」の2作目『ターミネーター2』（1991年）では守る側のヒーロー・アンドロイド役となり、ロバート・パトリックが好演した最新型アンドロイド「T-1000」との死闘を繰り広げた。シュワルツェネッガーは「ワンマン・アーミー」の『コマンドー』（1985年）での単独ヒーローでも人気者となった。
シュワルツェネッガーは、ハリウッド映画界に本格的な肉体改造や筋肉トレーニングを持ち込み、「肉体派俳優」という存在価値をスクリーン上で認識させ、見た目の説得力を付加することで人間離れした無敵の強さを持つ新たな超人ヒーロー像を数多くのアクション映画で演じて、ライバルの「ランボー・シリーズ」のスタローンとともに、1980年代を代表する二大アクション俳優となった。

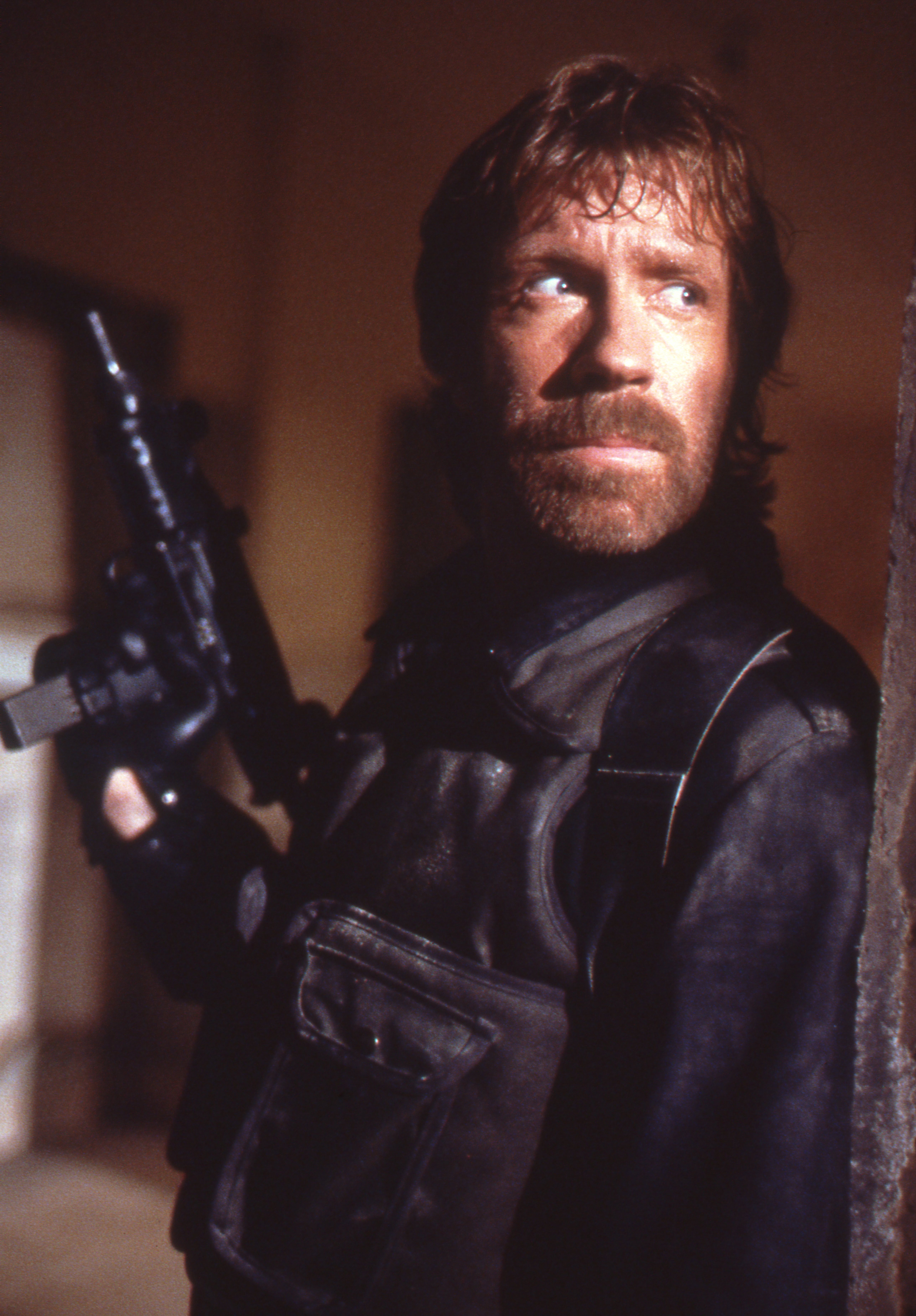
『デルタ・フォース』（1986年）でのチャック・ノリス

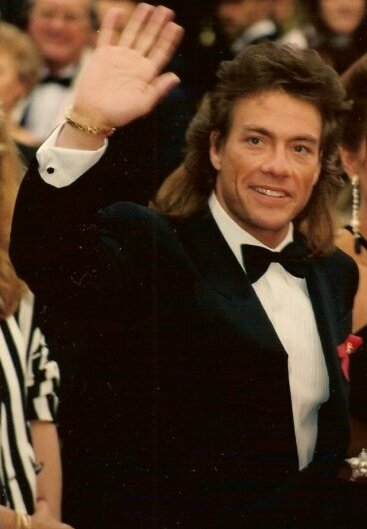
ジャン・クロード・ヴァンダム

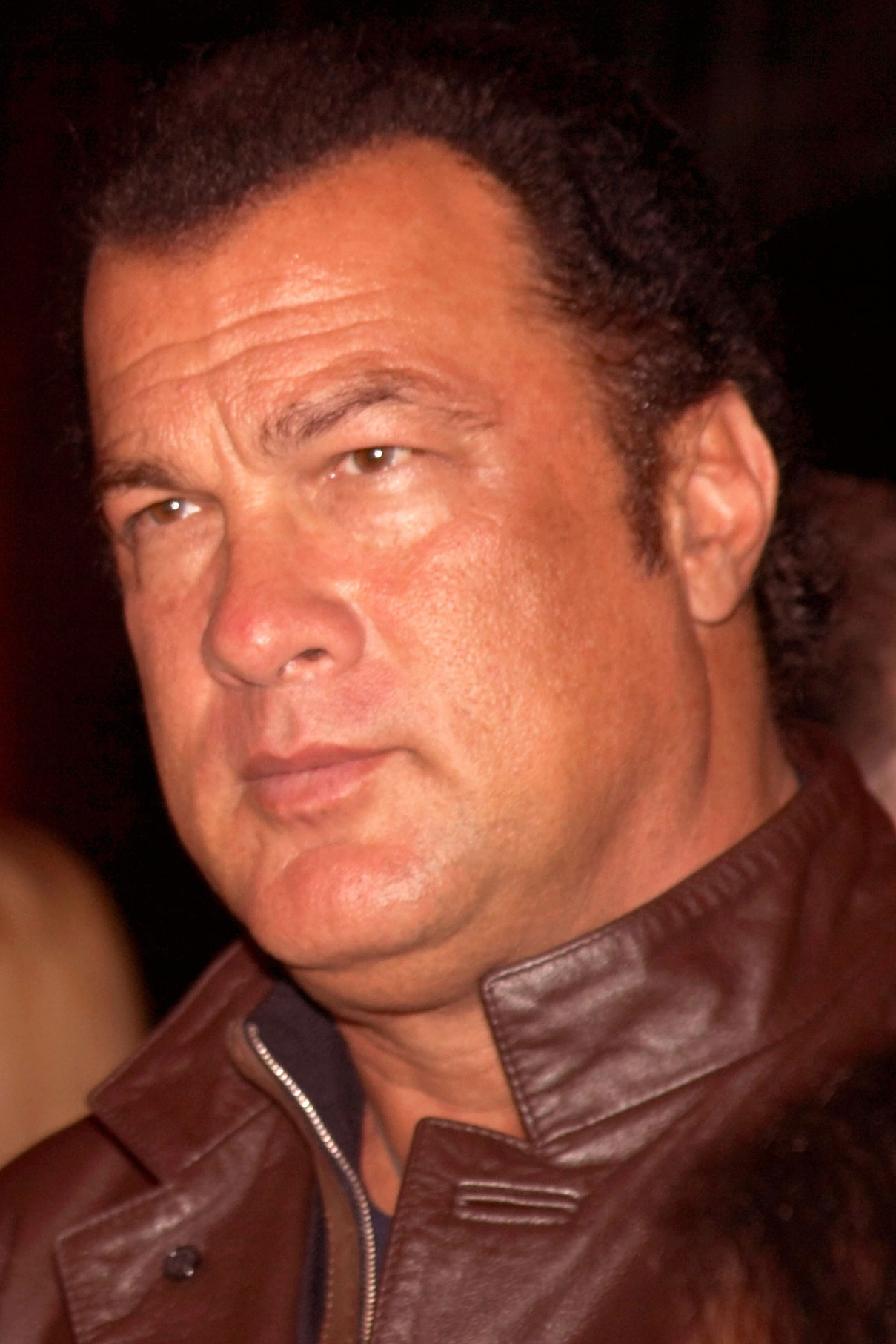
スティーヴン・セガール（2011年）

同時期には空手のチャンピオンで、ブルース・リーの敵役を演じたこともあるチャック・ノリスも主演作『地獄のヒーロー』（1984年）がヒットし「地獄のヒーローシリーズ」が人気シリーズとなった。
1980年代後半には同じくマーシャルアーツ（武術）のたしなみのある格闘家・武道家の俳優が多く登場し、『レッド・スコルピオン』（1989年）などに主演したドルフ・ラングレンや、『キックボクサー』（1989年）などがシリーズ化したジャン・クロード・ヴァンダムが人気となり、『刑事ニコ/法の死角』（1988年）がヒットした合気道家のスティーブン・セガールも活躍した。
この1980年代から1990年代前半には、一般俳優が格闘やアクションに挑戦することはあまりなく、アスリートや武道・格闘経験のある体育会系出身者が“アクション俳優”として主役を演じることが多かった。ドルフ・ラングレンも「昔（1980年代）は実際のアスリートや格闘家でなければアクションを演じられなかった」と答えている。

#### 一般俳優によるアクション演技への参入

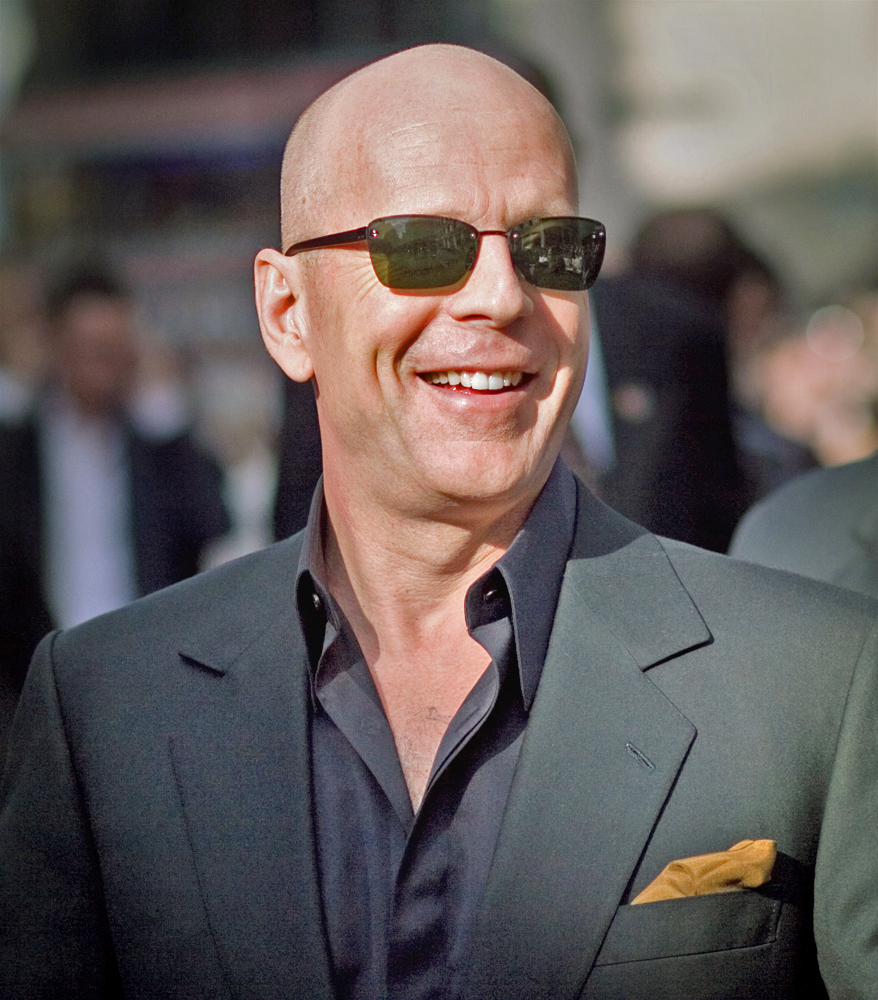
ブルース・ウィリス（2007年）

その一方で、それまでアクション専門ではなかったテレビドラマ出身のコメディ系のブルース・ウィリスが『ダイ・ハード』（1988年）を大ヒットさせ、一般俳優のアクションへの門戸を開いていった。テロリストらと孤軍奮闘する刑事「ジョン・マクレーン」役には当初、シルヴェスター・スタローンやアーノルド・シュワルツェネッガーにオファーが行っていたが実現せず、ブルース・ウィリスのキャラクターに合わせて超人でなく普通の男的な主人公像に変更されたのが逆に功を奏し、2010年代まで続く人気シリーズとなり彼の代名詞になった。
この時代にブルース・ウィリス以外でもアクションへ挑戦した一般俳優は少数ながらも存在しており、主に『ストリート・オブ・ファイヤー』（1984年）がヒットしたマイケル・パレ、『若き勇者たち』（1984年）や『ロードハウス/孤独の街』（1989年）等のパトリック・スウェイジ、『ネイビー・シールズ』（1990年）のチャーリー・シーンとマイケル・ビーン等が挙げられる。
『ターミネーター』（1984年）のシュワルツェネッガー扮するアンドロイド「T-800」の人気や、日本の特撮ドラマ『宇宙刑事ギャバン』（1982年 – 1983年）からのヒントもあり、サイボーグ警官が活躍するSFアクション『ロボコップ』（1987年）も製作され、「ロボコップ」役のピーター・ウェラーも人気となった。SF映画『エイリアン』シリーズの2作目『エイリアン2』（1986年）では「エイリアン」と戦う「エレン・リプリー」を熱演したシガニー・ウィーバーも女性のアクション俳優として注目された。

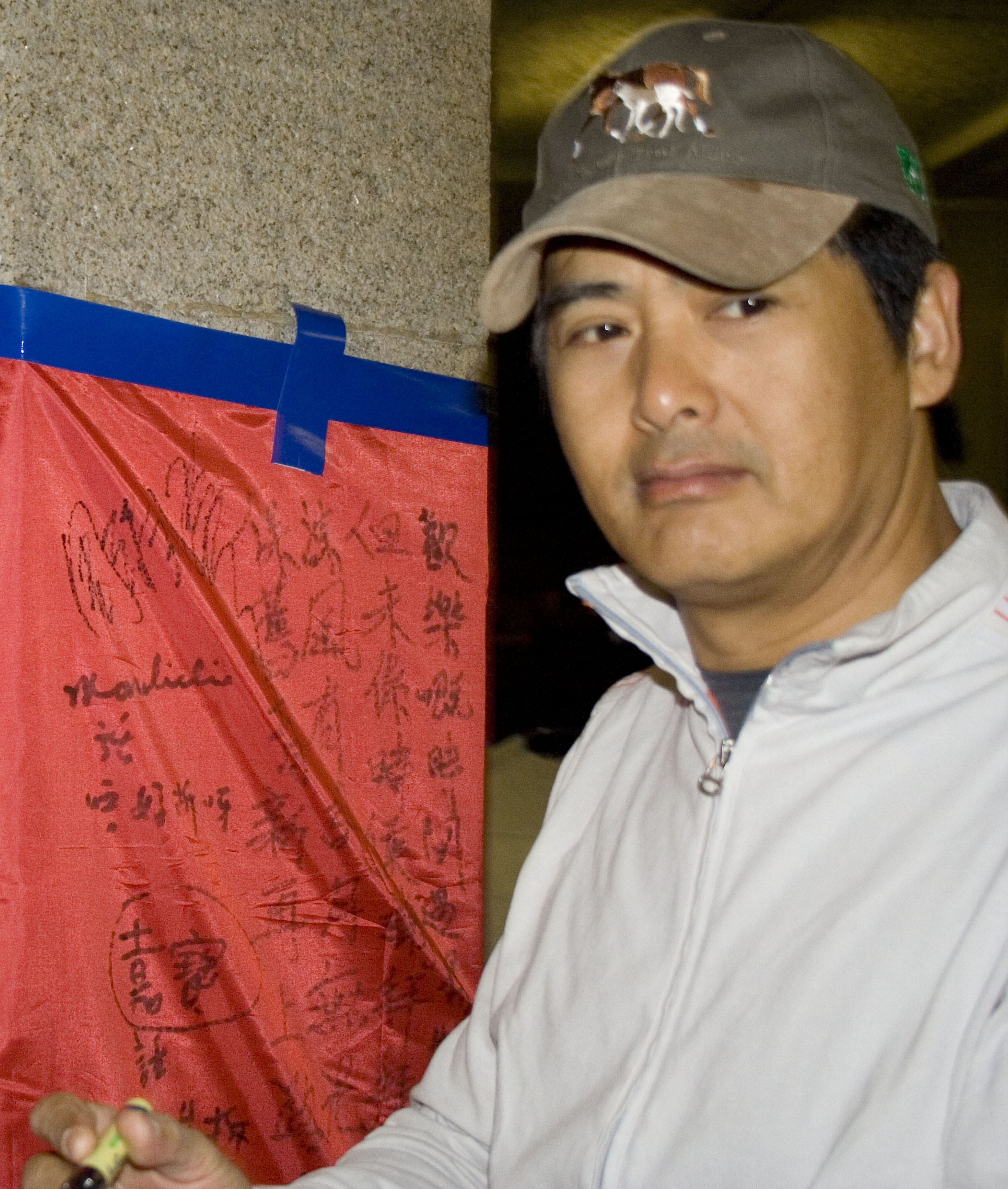
チョウ・ユンファ（2007年）

また、この時期には香港映画に「香港ノワール」という新風が起り、チョウ・ユンファ主演のギャング・アクション『男たちの挽歌』（1986年）では、ティ・ロン演じる親友「ホー」を陥れた台湾マフィアに報復するため、チョウ・ユンファ演じる「マーク」が殴り込みをかけるシーンで、ロングコートに両手で二丁拳銃を持って戦うスタイリッシュなアクションが生れた。このスタイルは、監督の名を冠して「ジョン・ウー節」と呼ばれ、のちのガン・アクションに影響を与えることにもなった。男同士の絆や人情の悲愁を題材にしたこの作品は、日本の東映の任侠映画（ヤクザ映画）の風味を取り入れたもので、1作目で主人公のチョウ・ユンファは死亡したにもかかわらず人気シリーズ化され、2作目『男たちの挽歌 II』（1987年）では双子の弟役で主演、3作目では1作目の前日譚で主演し大銃撃戦を熱演した。
1990年代に入ると前述のブルース・ウィリスのように、元来はアクション俳優ではなかったキアヌ・リーブスもパトリック・スウェイジとのダブル主演の『ハートブルー』（1991年）や『スピード』（1994年）の主演で成功した。『スピード』は日本のパニック映画『新幹線大爆破』（1975年）の設定をモチーフにしたもので、公道でのカー・アクション撮影が可能なアメリカならではの臨場感あふれるシーンと、マッチョ系ではないがキアヌの清潔感のあるSWAT隊員役が魅力なって大ヒットした。キアヌは少年時代にSonny Chiba（千葉真一）のアクション映画に心酔しアクション俳優に興味を持っていた。
1995年の『リービング・ラスベガス』で第68回アカデミー賞の主演男優賞を受賞をした経験がある演技派のニコラス・ケイジも、往年のスパイ・アクション俳優のショーン・コネリーと共演した『ザ・ロック』（1996年）で好演し、キアヌ・リーブス主演の『スピード』同様に、必ずしも肉体派ではないが絶体絶命のピンチを頭脳戦でも切り抜けていく主人公のアクションが人気となった。この作品でアクション俳優として目覚めたニコラス・ケイジは『コン・エアー』（1997年）でも奮闘する主人公を演じ、『フェイス/オフ』（1998年）では共演者のジョン・トラボルタと顔が入れ替わる一人二役（善と悪）を演じ、白い鳩が舞う教会での迫真のガン・アクションで「ジョン・ウー節」を好演した。
一方で、1990年代前半には従来型の「ワンマンアーミー」映画もまだまだ根強い人気があり、セガール主演で「沈黙シリーズ」第一弾となった『沈黙の戦艦』（1992年）や、ヴァンダム主演でジョン・ウー監督のハリウッド進出作である『ハード・ターゲット』（1993年）、ジェームズ・キャメロン監督とシュワルツェネッガーが三回目のタッグを組んだ『トゥルーライズ』（1994年）等がヒットしている。
またこの頃、シルヴェスター・スタローンも山岳アクション『クリフハンガー』（1993年）で山岳救助隊員役を好演し、Tシャツ一枚で氷壁をよじ登り、雪山で武装強盗団の一味と勇敢に闘うマッチョ芸の顕在ぶりを見事に披露した。この映画では世界的なクライマーたちがスタントマンで参加した。
『沈黙の戦艦』（1992年）でスティーヴン・セガールと共演し、サスペンス・アクション『逃亡者』（1993年）ではハリソン・フォードと共演し助演ながらもハリソン・フォードを追い続ける連邦保安官役で存在感を発揮していたトミー・リー・ジョーンズは、ウィル・スミスとのコンビで主演を果たしたSFアクション・コメディー『メン・イン・ブラック』（1997年）ではMIBエージェント「K」役が当り役となり、「メン・イン・ブラックシリーズ」は人気シリーズとなった。
シルヴェスター・スタローン主演のヒット作『デモリションマン』（1993年）で敵役を演じたウェズリー・スナイプスもアクション俳優として注目を集め、トミー・リー・ジョーンズと共演した『追跡者』（1998年）では無実の罪で逃亡する元CIA特殊工作員を演じて好評となり、同じく1998年公開の『ブレイド』はシリーズ化されるなど人気を博した。
孤独で無口な殺し屋と12歳の少女の交流を描いたフランスのアクション映画『レオン』（1994年）で、クライマックスにアパートを包囲されての壮絶な銃撃戦を見事に演じ、少女「マチルダ」を脱出させた「レオン」役のジャン・レノも注目された。殺し屋が子供を守りながら戦うという設定のモチーフは、ジーナ・ローランズ主演の犯罪映画『グロリア』（1980年）がヒントになっており、さらに『グロリア』の設定は日本の時代劇『子連れ狼』が元ネタとなっていた。

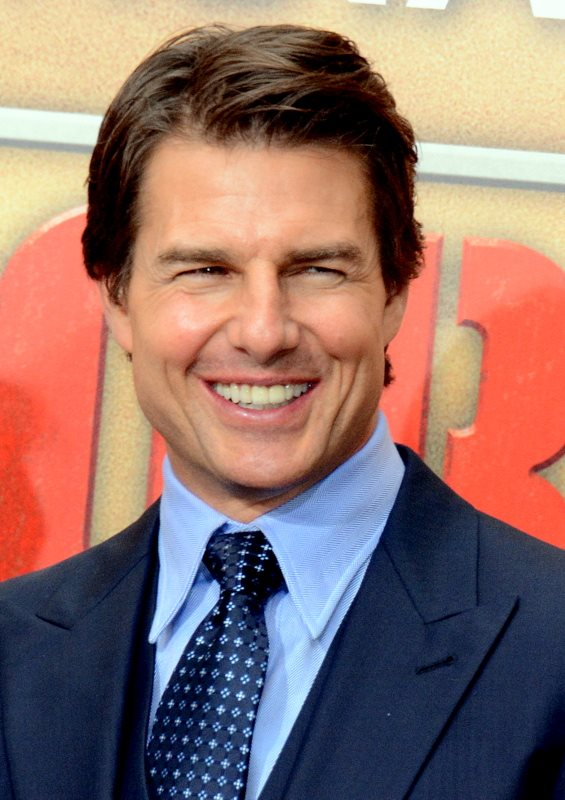
トム・クルーズ（2014年）

アクション青春映画『トップガン』（1986年）の米軍戦闘機パイロット役で出世し青春スター俳優（ブラット・パック）だったトム・クルーズは、『ミッションインポッシブル』（1996年）の主演で秘密機関 IMF（Impossible Mission Force）のエージェント「イーサン・ハント」を演じてスパイ・アクションの復権に成功し、自らが危険なスタントをこなし、迫力のあるシーンを演じていることも話題となった。
『ミッションインポッシブル』以降も他のアクション映画に多数出演するようになったトム・クルーズだが、派手にバイクを乗り回したり、超高層ビルの外壁をよじ登ったり、飛行機にしがみついて空を飛んだりする独創的で難易度の高い危険なアクションが見物の「ミッション:インポッシブルシリーズ」は2020年代以降の長きにわたる人気シリーズとなって、彼の代名詞的な作品となった。

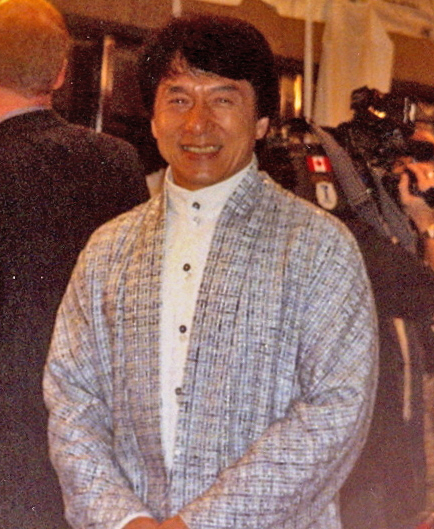
ジャッキー・チェン（2005年）

同時期には、スタントマン出身の香港のカンフー・スターのジャッキー・チェンが『スネーキーモンキー 蛇拳』（1978年）、『ドランクモンキー 酔拳』（1978年）、『クレージーモンキー 笑拳』（1979年）などの香港映画で見せたコミカルな資質を活かして『レッドブロンクス』（1995年）を全米でヒットさせ、続くハリウッド映画『ラッシュアワー』（1998年）でも成功を果たし念願のハリウッドでの地位を確立した。ジャッキーと『ポリス・ストーリー3』（1992年）で共演した女優のミシェル・ヨーもバレエ出身の身体能力の高さを活かした見事なアクションで注目され、007シリーズの『トゥモロー・ネバー・ダイ』（1997年）でハリウッド・デビューを果たした。

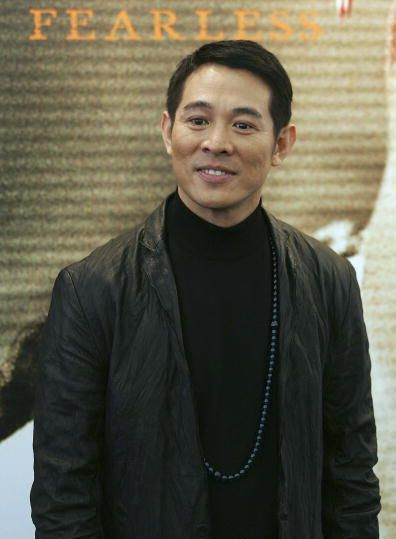
ジェット・リー（2006年）

香港映画では中国武術界の神童と呼ばれ、デビュー作『少林寺』（1982年）で一世を風靡していたリー・リンチェイ（ジェット・リー）が一時停滞期を経て武侠映画『ワンス・アポン・ア・タイム・イン・チャイナ 天地黎明』（1991年）から始まるシリーズで「黄飛鴻」を演じ再び人気となった。名をジェット・リーにしてハリウッドに進出してからは、メル・ギブソン主演の『リーサル・ウェポン4』（1998年）での悪役の殺し屋のアクションが注目されオファーが殺到し、2000年代以降『ロミオ・マスト・ダイ』（2000年）、『キス・オブ・ザ・ドラゴン』（2001年）などの主演で成功を収めた。ジェット・リーはつぶらな瞳の童顔ながらも、その存在感とダイナミックな動きの美しさに定評があるが、モノマネされるような表情やしぐさのイメージを持たない中庸性があり、無であるという中国武術の精粋を体現したようなアクションをみせた。
1990年代の最後には、香港映画に多用されていたワイヤー・アクションを取り入れ、CGも使用した画期的なSFアクション『マトリックス』（1999年）が製作された。日本のアニメ的な電脳世界や、武道・東洋哲学を世界観に取り入れた『マトリックス』は、『スピード』（1994年）で成功していたキアヌ・リーブスが主役「ネオ」を演じ大ヒットとなった。『マトリックス』では「バレットタイム」という特殊なスローモーション撮影もなされ、これは後継のアクション映画だけでなくゲームやCMにも取り入れられる技術となり、CG技術の普及とともに一般的な俳優のアクション映画出演へのハードルはさらに下がり、大がかりなワイヤー・アクションやグリーンバック合成によるスタントなど多様な表現が可能となった。
また、その『マトリックス』のキアヌ・リーブスのように、元々アクション出身ではない一般の俳優が役作りで武術や格闘技を習ったり、専門家やトレーナーの指示のもとで肉体改造を行い映画へ出演することが一般的となりつつある時代でもあった。アクション映画ではないが『
ファイトクラブ』（1999年）のブラット・ピットや、『アメリカンヒストリーX』（1998年）のエドワード・ノートンなどが挙げられる。
一方、1990年代後半にはそうした一般俳優のアクション進出とは裏腹に、1980年代から1990年代前半に隆盛を極めた肉体派俳優の人気に陰りが見え始めるようになった。スタローンは『コップランド』（1997年）ではあえて冴えない警察官を演じるなど肉体派アクションからの脱却を図り、シュワルツェネッガーは1997年に心臓手術を受けたことで映画のオファーが一時的に全て途絶えてしまう。また、ヴァンダムは1995年にジム・キャリーと同額のギャラを要求したためハリウッドのブラックリストに載ってしまい、ハリウッドから干されたことでその後10年以上に渡りビデオスルー作品に追いやられ、同様にセガールもビデオスルー作品が多くなるなど、肉体派アクション俳優全般のキャリアが低迷することとなった。肉体派アクションの人気が低下した理由について、成人を対象としたR指定のアクション映画は元々大きなビジネスではない狭いマーケットであったため、『ジュラシック・パーク』（1993年）などといった、CGを売りにしたPG-13指定のファミリー向けの超大作に観客を奪われたという説がある。

### 2000年代から2020年代

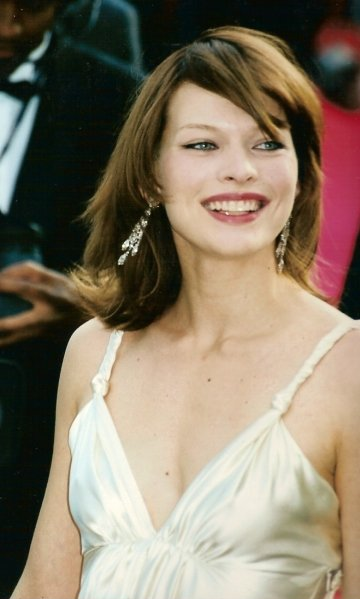
ミラ・ジョボビッチ（2000年）

2000年代以降には、CGなどの撮影技術の向上・普及も相まって女優のアクション進出も増えた。
2000年には『チャーリーズ・エンジェル』が公開され、キャメロン・ディアス、ドリュー・バリモア、ルーシー・リューらがアクションに挑戦した。2001年にはアンジェリーナ・ジョリー主演の『トゥームレイダー』が公開され、アクション俳優としてもブレイクした。
日本のカプコンのゲーム『バイオハザード』を映画化した『バイオハザード』（2002年）でゾンビたちと闘うヒロイン「アリス・アバーナシー」を演じたミラ・ジョボビッチがアクション俳優の地位を確立し、2017年の最終章まで「バイオハザード・シリーズ」が製作された。
女優ではユマ・サーマンを主演に、日本の任侠映画や香港のカンフー映画、イギリスの西部劇『女ガンマン 皆殺しのメロディ』（1971年）をオマージュしながら日本刀によるアクション・シーンを駆使した『キル・ビル』（2003年）もヒットした。ユマ・サーマンは殺し屋稼業から足を洗い、教会で結婚式を挙げようとしていたところを夫と家族一同を皆殺しにされて復讐に燃える「ザ・ブライド」役を、ブルース・リーが『死亡遊戯』（1978年）で身につけていたような黄色いジャージ姿で好演し、パート2の『キル・ビル Vol.2』（2004年）も製作された。

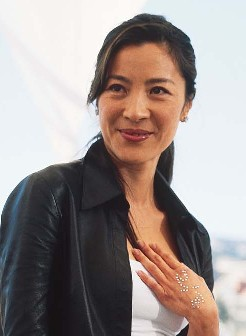
ミシェル・ヨー（2000年）

中国の武侠小説『臥虎蔵龍』を映画化して世界的にヒットした『グリーン・デスティニー』（2000年）は中国武侠映画の嚆矢となり、ミシェル・ヨーとチャン・ツーイーの2人の女優の演じた伝説の名剣をめぐる迫力ある死闘が話題となった。チャン・ツーイーは、『HERO』（2002年）にも出演し、主演のジェット・リーと共演した。
ローマ帝国を舞台にした歴史アクション『グラディエーター』（2000年）で主役の勇敢な剣闘士を演じたラッセル・クロウは、コロッセオ（円形闘技場）で繰り広げられた迫真の死闘アクションも注目され、第73回アカデミー賞の主演男優賞を受賞した。ラッセル・クロウ役の主人公は死亡したが、恋人だった「ルッシラ」の息子を主人公に据えてポール・メスカルが主演し、デンゼル・ワシントンも参加した続編『グラディエーターII 英雄を呼ぶ声』（2024年）も製作された。

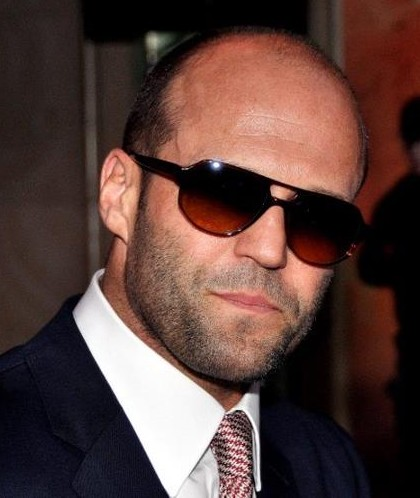
ジェイソン・ステイサム（2012年）

アメリカとフランスの合作アクション『トランスポーター』（2002年）では、特殊部隊出身のクールな運び屋「フランク・マーティン」を演じた主演のジェイソン・ステイサムのカー・アクションや銃撃戦、1対多勢の格闘シーンをほぼスタントマン無しでこなす姿が人気を博し、ステイサムのアクション俳優としての出世作となった。シリーズも好評となり3作目『トランスポーター3 アンリミテッド』（2008年）では巨大なトラック2台の狭い間を片輪走行でする抜けるスタイリッシュなカー・アクションも話題となった。その後も、チャールズ・ブロンソン主演の『メカニック』（1972年）をリメイクした『メカニック』（2011年）で殺し屋「アーサー・ビショップ」役を演じ、続編『メカニック:ワールドミッション』（2016年）ではトミー・リー・ジョーンズと共演した。
同じくカー・アクション『ワイルド・スピード』（2001年）から始まる「ワイルド・スピードシリーズ」も人気映画となるが、1作目からヴィン・ディーゼルとともに3作目以外は主演していたポール・ウォーカーが7作目『ワイルド・スピード SKY MISSION』（2015年）の撮影期間中にプライベートで交通事故死するという悲劇が起り、一部CG合成で編集するなどして7作目は公開された。5作目の『ワイルド・スピード MEGA MAX』（2011年）以降にはアクションが得意の元プロレスラーのドウェイン・ジョンソンも参加し、6作目『ワイルド・スピード EURO MISSION』（2013年）以降には前述のジェイソン・ステイサムも「デッカード・ショウ」役で参加した。
2003年にはジョニー・デップがアクションに挑戦した『パイレーツ・オブ・カリビアン/呪われた海賊たち』が公開され、「海賊映画は当たらない」というジンクスを破る大ヒットとなった。

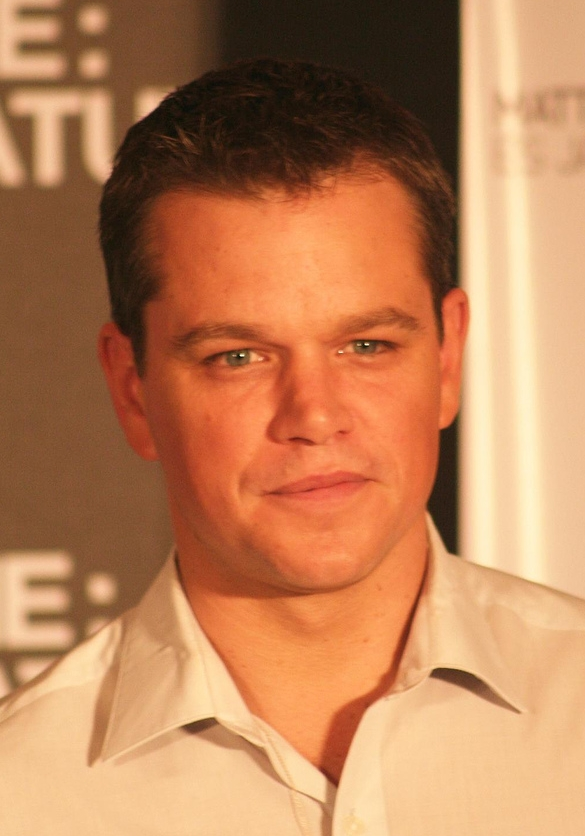
マット・デイモン（2007年）

同時期には、演技派のマット・デイモンがアクションを演じるという意外性と細かいカット割が印象的なスリラー・アクション『ボーン・アイデンティティー』（2002年）もヒットし、「ボーンシリーズ」化された。記憶をなくした元CIAスパイ役のマット・デイモンは、何者かに追われ記憶はないにもかかわらず高い身体能力により反射的に勝手に戦ってしまう複雑な主人公「ジェイソン・ボーン」を唯一無二の存在感で表現し、執拗にCIAに命を狙われ戦い続ける3作目の『ボーン・アルティメイタム』（2007年）でも悲壮感を増した演技が注目された。
『ボーン・アイデンティティー』の細かいカット割の手法は、俳優が必ずしも長い立ち回りで激しいアクションをする必要がなくなり、マット・デイモンに続くように、『96時間』（2008年）のリーアム・ニーソンや、極悪非道な悪党どもを必殺技で短時間に仕留める『イコライザー』（2014年）のデンゼル・ワシントンなど、演技派俳優のアクション映画進出がその後に相次ぎ、いずれも人気シリーズ化された。一方で、そうした『ボーン』シリーズに影響を受けたカット割りや臨場感を出すためにあえてブレた映像を多用するアクション映画については、「アクションがわかりづらい」等といった批判の声も存在する。
アメリカン・コミックスに登場するキャラクター「X-メン」を題材にしたアメコミ映画『X-メン』（2000年）で主役に抜擢された演技派のヒュー・ジャックマンは、肉体トレーニングを積んで「ウルヴァリン」役を好演した。

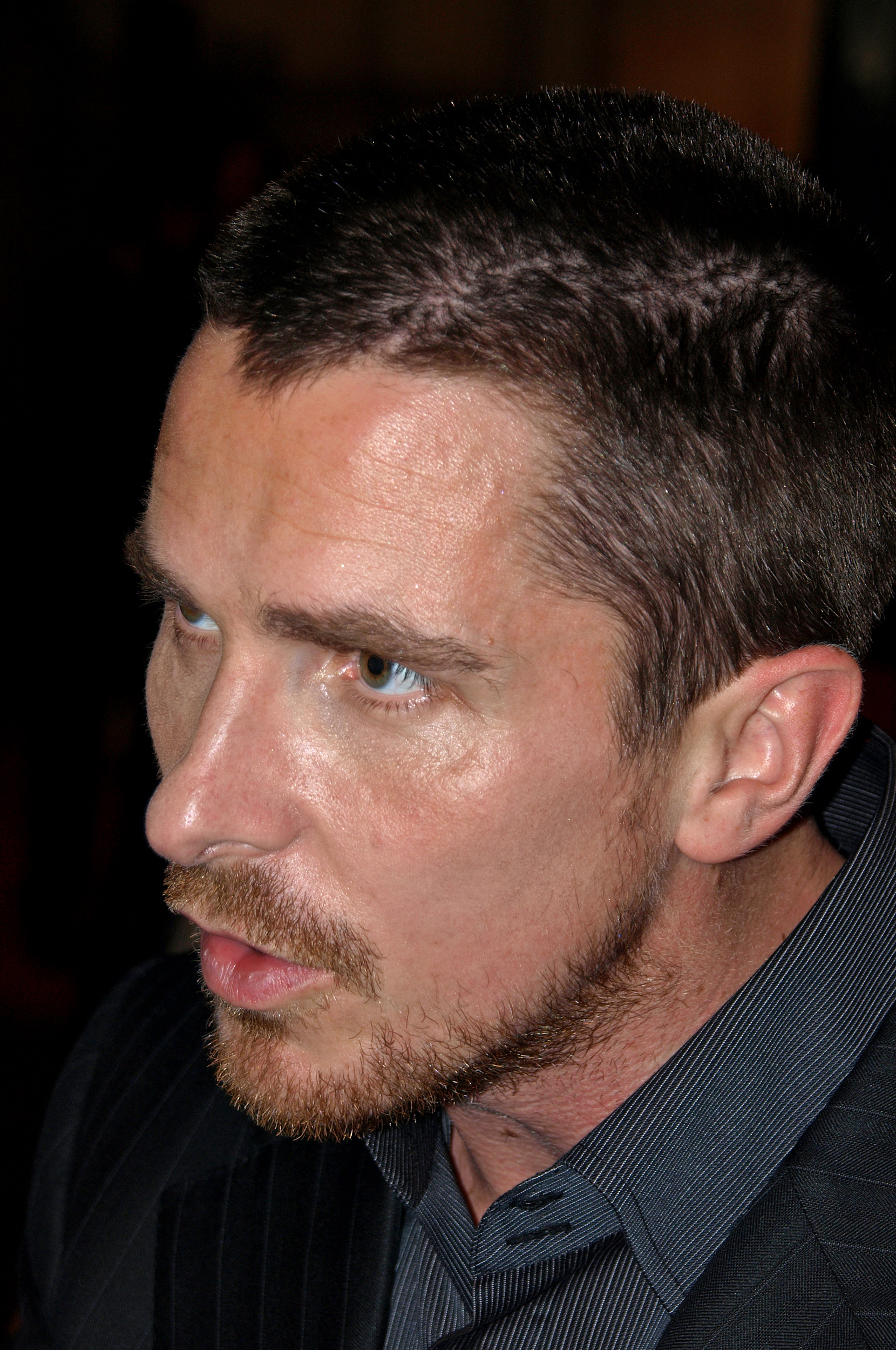
『ダークナイト』（2008年）でのクリスチャン・ベール

同じく人気アメリカン・コミックス『バットマン』の実写映画の一つ『バットマン ビギンズ』（2005年）で主人公「ブルース・ウェイン」（バットマンの本名）のストイックな前日譚（プリクエル）を、自身も肉体鍛錬を積み重ねて演じたクリスチャン・ベールの哲学的でダークなヒーロー像も注目された。宿敵の「ジョーカー」役のヒース・レジャーの遺作となったシリーズ2作目『ダークナイト』（2008年）も高い評価を受け、3作目の『ダークナイト ライジング』（2012年）では、逆境に直面し、強面ながら華麗に戦う「バットマン」のヒーローの魅力を余すところなく演じた。
大ヒットした香港のコメディ・アクション『少林サッカー』（2001年）や『カンフーハッスル』（2004年）で主演・監督を務めたチャウ・シンチーは、漫画やアニメ好きで、ブルース・リーの大ファンとしても知られ、ところどころにブルース・リーへのリスペクトを混ぜながらもシンチー自身のアクションにまで昇華されたパフォーマンスと、哀感や諷刺を入れたギャグで人気となった。

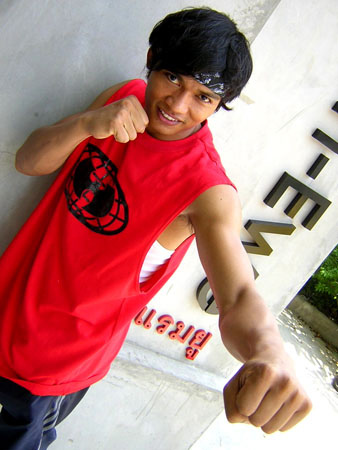
トニー・ジャー（2005年）

『キス・オブ・ザ・ドラゴン』（2001年）で主演のジェット・リーと格闘を演じたフランスのシリル・ラファエリはスタントマンもこなす武道家でもあり、パルクールの使い手の友人ダヴィッド・ベルと共演した初の主演作『アルティメット』（2004年）や続編『アルティメット2 マッスル・ネバー・ダイ』（2009年）でもスタントマン無しのアクションを披露した。タイのムエタイ映画『マッハ!!!!!!!!』（2003年）や『トム・ヤム・クン!』（2005年）で主役を演じたトニー・ジャーも元スタントマンで、スタントマン無し、CG無し、ワイヤー無し、早回し無しのその軽快なアクションが世界的に注目された。
同じくタイ映画の『チョコレート・ファイター』（2008年）でデビューしたジージャー・ヤーニンは、まだあどけなさの残る少女の華奢な身体ながらも、テコンドー大会でチャンピオンになった身体能力を存分に発揮し、難易度が高くリアルで壮絶なアクションを演じて世界的に注目された。

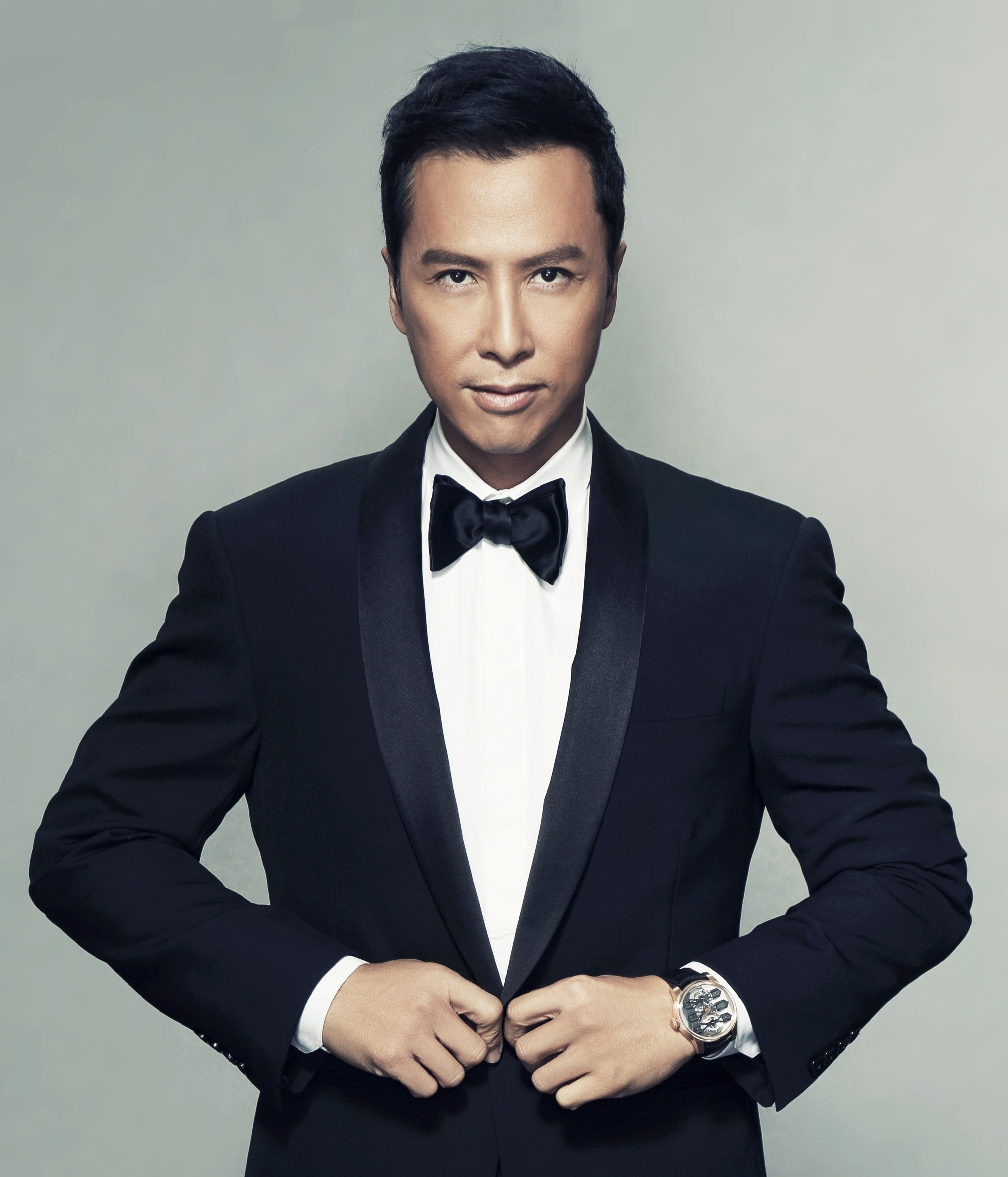
ドニー・イェン（2018年）

『ワンス・アポン・ア・タイム・イン・チャイナ 天地大乱』（1992年）や『HERO』（2002年）で主演のジェット・リーと激しいアクション・バトルを演じて注目されていたドニー・イェンは、ブルース・リーの師匠だった武術家「葉問」を演じた主演作『イップ・マン 序章』（2008年）でブレイクし、人気の「イップマン・シリーズ」の3作目『イップ・マン 継承』（2015年）では共演者の元ボクサーのマイク・タイソンとのカンフー対ボクシングの戦いを見せた。ドニー・イェンはその後、ハリウッド映画の『ローグ・ワン/スター・ウォーズ・ストーリー』（2016年）では、見えない力「フォース」を信じる盲目の修行僧「チアルート・イムウェ」を好演し世界的に飛躍した。
まだ11歳だった女優のクロエ・グレース・モレッツが激しいアクションを演じた『キック・アス』（2010年）の美少女スナイパー「ヒットガール」役も話題を呼んだ。器械体操をやっていたクロエは、3か月のアクション・トレーニングの結果、90パーセントはスタントマン無しで薙刀や殺陣、三角飛びや宙返りなどをこなし、その身軽なアクション演技を高評価されて続編『キック・アス/ジャスティス・フォーエバー』（2013年）も製作された。
『トランスポーター』（2002年）で主演のジェイソン・ステイサムと共演したこともある女優のスー・チーは、『クローサー』（2002年）あたりから本格的なアクションを演じるようになり、武侠映画『黒衣の刺客』（2015年）ではストイックな女刺客を好演して新境地を開き注目された。

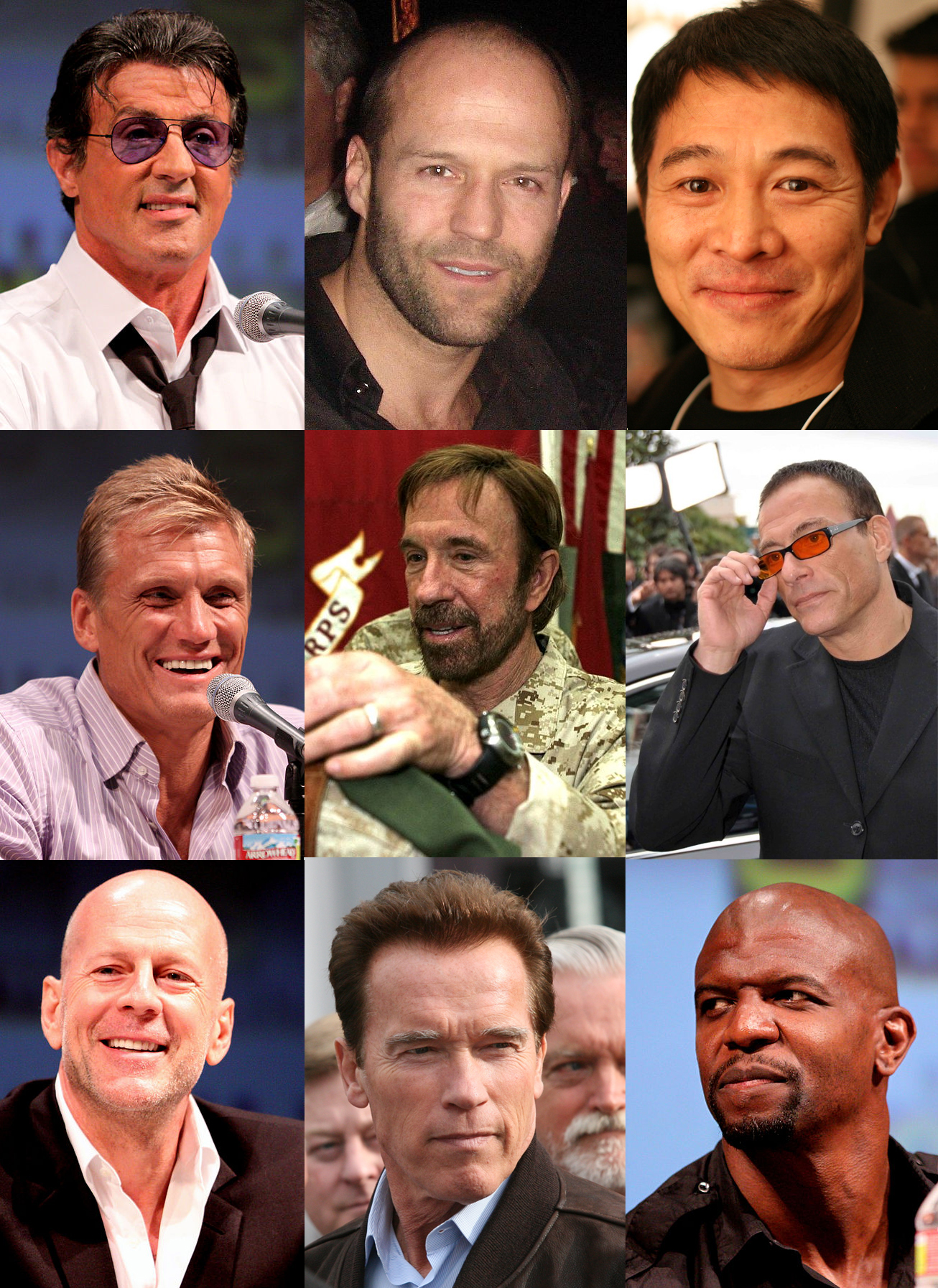
『エクスペンダブルズ2』の出演者（上段左からシルヴェスター・スタローン、ジェイソン・ステイサム、ジェット・リー、中段左からドルフ・ラングレン、チャック・ノリス、ジャン＝クロード・ヴァン・ダム、下段左からブルース・ウィリス、アーノルド・シュワルツェネッガー、テリー・クルーズ）

また2010年代以降には、1980年代から1990年代にかけて活躍したアクション・スターたち（シルヴェスター・スタローン、ジェイソン・ステイサム、ジェット・リー、ドルフ・ラングレン）を集めたアクション満載の『エクスペンダブルズ』（2010年）も製作され大ヒットした。シリーズ化された2作目『エクスペンダブルズ2』（2012年）には1作目ではカメオ出演だけだったアーノルド・シュワルツェネッガーとブルース・ウィリスが本格出演し、3作目『エクスペンダブルズ3 ワールドミッション』（2014年）にはメル・ギブソン、ハリソン・フォードも共演するなど話題を呼び、カーティス・“50セント”・ジャクソンやトニー・ジャーが参加しジェイソン・ステイサムが主役となった4作目『エクスペンダブルズ ニューブラッド』（2023年）までシリーズが続いている。
1980年代の二大アクション・スターでライバル同士だったスタローンとシュワルツェネッガーは脱獄アクション『大脱出』（2013年）でも夢の共演を果たした。全盛期の両者はしのぎを削りお互いの存在を疎ましく思っていた時期もあったが、2010年代には良き戦友として同じ映画に出演できる仲となった。また、スタローンは久しぶりの「ランボー・シリーズ」の最終章『ランボー ラスト・ブラッド』（2019年）では、引退した「ランボー」の晩年を演じ、育ての娘をメキシコの人身売買組織にさらわれ殺された怒りを熱演した。シュワルツェネッガーも「ターミネーターシリーズ」5作目の『ターミネーター:ニュー・フェイト』（2019年）で1作目・2作目のオリジナル「サラ・コナー」役のリンダ・ハミルトンと久しぶりに共演した。リンダ・ハミルトンはかつての「サラ・コナー」のイメージを裏切らないよう特訓を重ね肉体改造し、この出演に備えた。

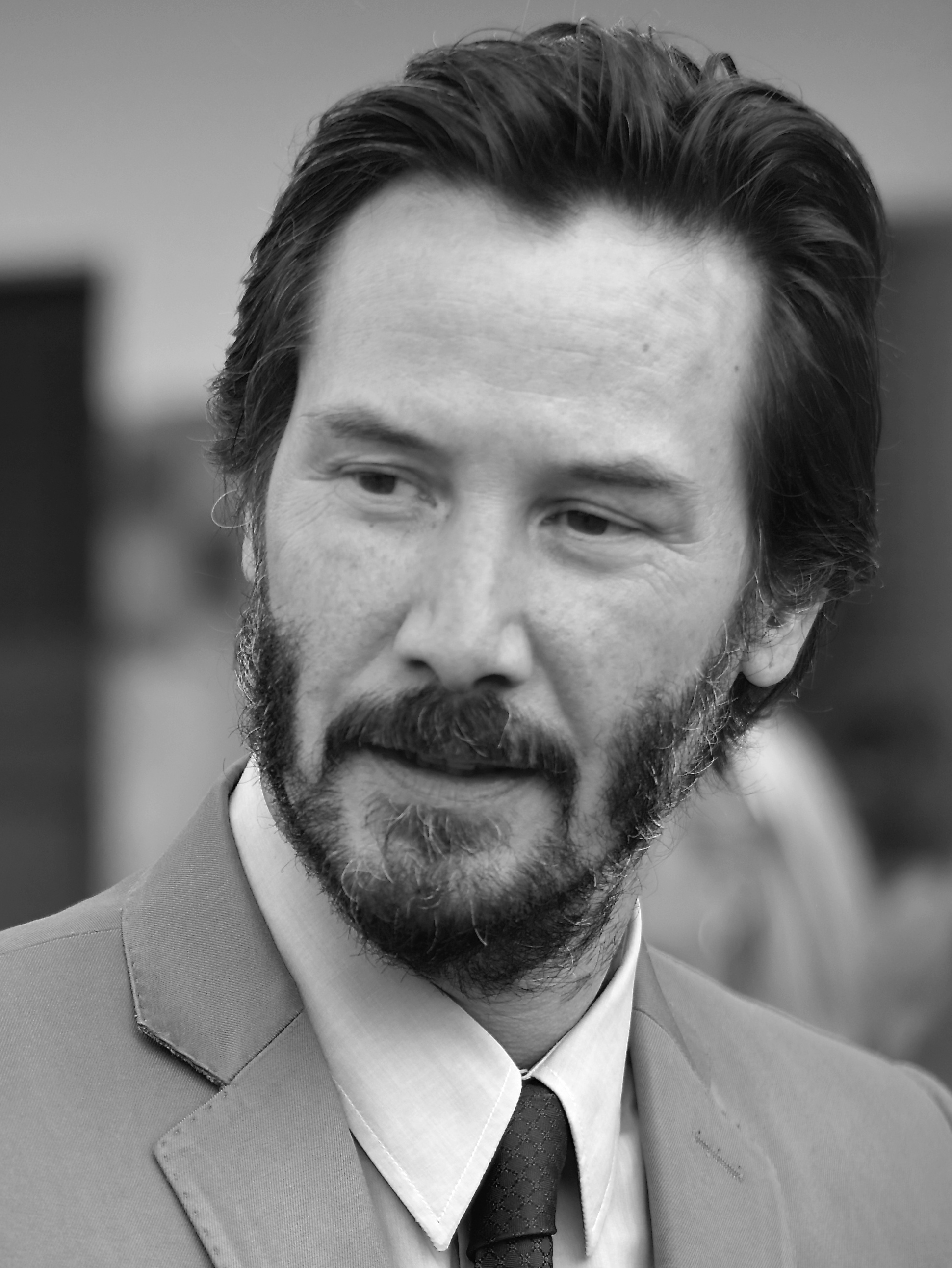
キアヌ・リーブス（2015年）

キアヌ・リーブスが『マトリックス』シリーズ以来久しぶりのアクションに挑んだ『ジョン・ウィック』（2014年）もブレイクし、裏社会から足を洗っていた伝説の殺し屋の復讐劇を演じ大好評となった。銃撃戦とカンフーを融合させた「ガンフー」と呼ばれるアクションや、日本の武術や時代劇の殺陣を取り入れた迫力ある死闘での流麗な動きで、アクション俳優の健在ぶりを示し、作品はシリーズ化されて、ドニー・イェンや真田広之と共演した4作目の『ジョン・ウィック:コンセクエンス』（2023年）まで続いている。
マイケル・ジェイ・ホワイト主演の『デッドロックII』（2006年）等に出演していたスコット・アドキンスは、2010年代に入ると『エクスペンダブルズ2』（2012年）、『イップ・マン 完結』（2019年）、『ジョン・ウィック:コンセクエンス』（2023年）などの人気シリーズに敵役で出演してブレイクした。
2010年代の中盤以降に入ると、プロレスラー出身で『大脱出2』（2018年）や『ガーディアンズ・オブ・ギャラクシー』（2014年）のシリーズに出演したデイヴ・バウティスタや、『ザ・スーサイド・スクワッド “極”悪党、集結』（2021年）、『ワイルド・スピード/ジェットブレイク』（2021年）などに出演したジョン・シナ、『コナン・ザ・バーバリアン』（2011年）や『アクアマン』（2018年）のジェイソン・モモアなどがブレイクし、長い間下火となっていた肉体派俳優の復権が見られるようになった。
韓国の俳優からは、イ・ビョンホンが『G.I.ジョー』（2009年）や『REDリターンズ』（2013年）等のハリウッドのアクション映画にも出演して人気を博す。また、『新感染 ファイナル・エクスプレス』（2016年）や『犯罪都市』（2017年）等に出演したマ・ドンソクがブレイクした。
インド映画では、ボリウッド初のシカゴでロケ撮影されたヒット作『チェイス!』（2013年）に主演したアーミル・カーンの双子役が注目され、ムンバイの刑事に追われの水陸空での派手なカー・アクションやバイク・アクション、豪華なサーカス、ダンス・シーンなどを好演した。
インドの神話的叙事詩『マハーバーラタ』をモチーフにしたインド映画『バーフバリ 伝説誕生』（2015年）と2作目『バーフバリ 王の凱旋』（2017年）に主演したプラバースは撮影前に体型をマッチョに変える肉体改造を行い、主人公「シヴドゥ」（バーフバリ）を父子二役で熱演した。インド映画では『RRR』（2022年）もヒットし、主演のN・T・ラーマ・ラオ・ジュニアとラーム・チャランのアクションや「ナートゥ・ナートゥ・ダンス」も好評となった。

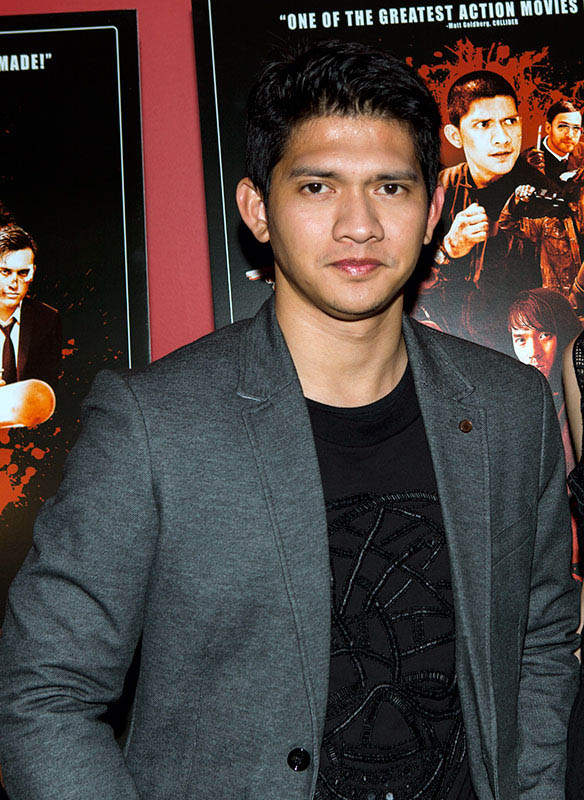
イコ・ウワイス（2014年）

インドネシア映画では、『ザ・レイド』（2011年）に主演した武術家でもあるイコ・ウワイスが注目され、高層ビルを舞台にしたSWATとギャングの危険な戦いを好演したアクションが世界的に評価された。さらなる死闘アクションが話題となった続編『ザ・レイド GOKUDO』（2014年）にも主演したイコ・ウワイスは、その後ハリウッド映画でスタント・コーディネーターとしても活躍し、ジェイソン・ステイサム主演の『エクスペンダブルズ ニューブラッド』（2023年）にも敵役で出演した。

## 日本のアクション俳優

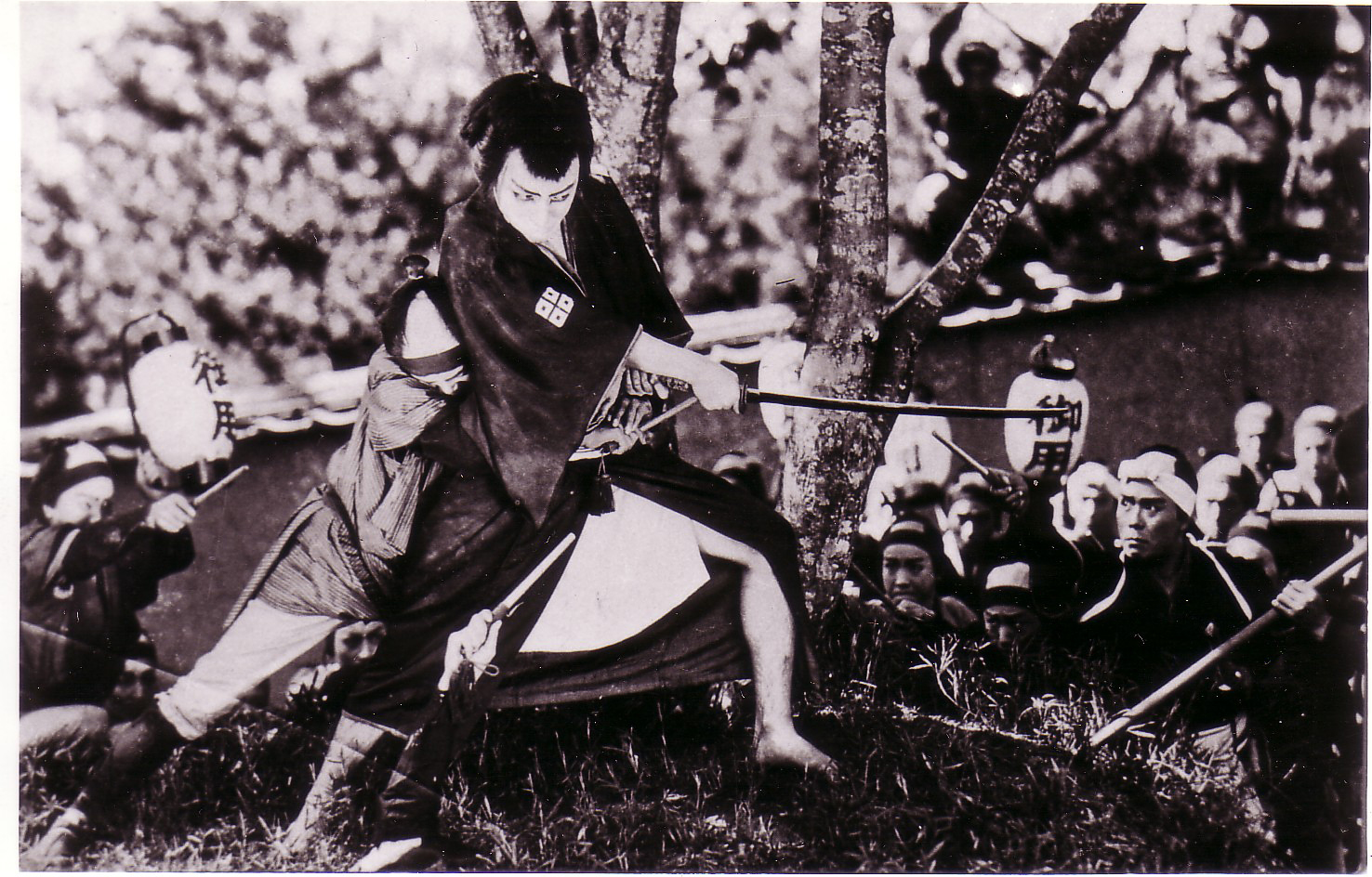
『雄呂血』（1925年）での阪東妻三郎

日本映画では1920年代に時代劇の剣戟映画が隆盛となり、『雄呂血』（1925年）などに主演した阪東妻三郎の野卑で豪快な表情や、迫力あるニヒリスティックな殺陣のアクションが一世を風靡した。また『丹下左膳』（1928年）から始まるシリーズで熱演した大河内傳次郎や、「天下御免の向う傷」を額に持つ「早乙女主水之介」が主人公の『旗本退屈男』（1930年）が当り役となった市川右太衛門、1927年から始まる『鞍馬天狗』シリーズなどの嵐寛寿郎が人気を博し、他にも眼光の鋭い月形龍之介、明朗な個性の片岡千恵蔵などが時代劇を盛り上げた。

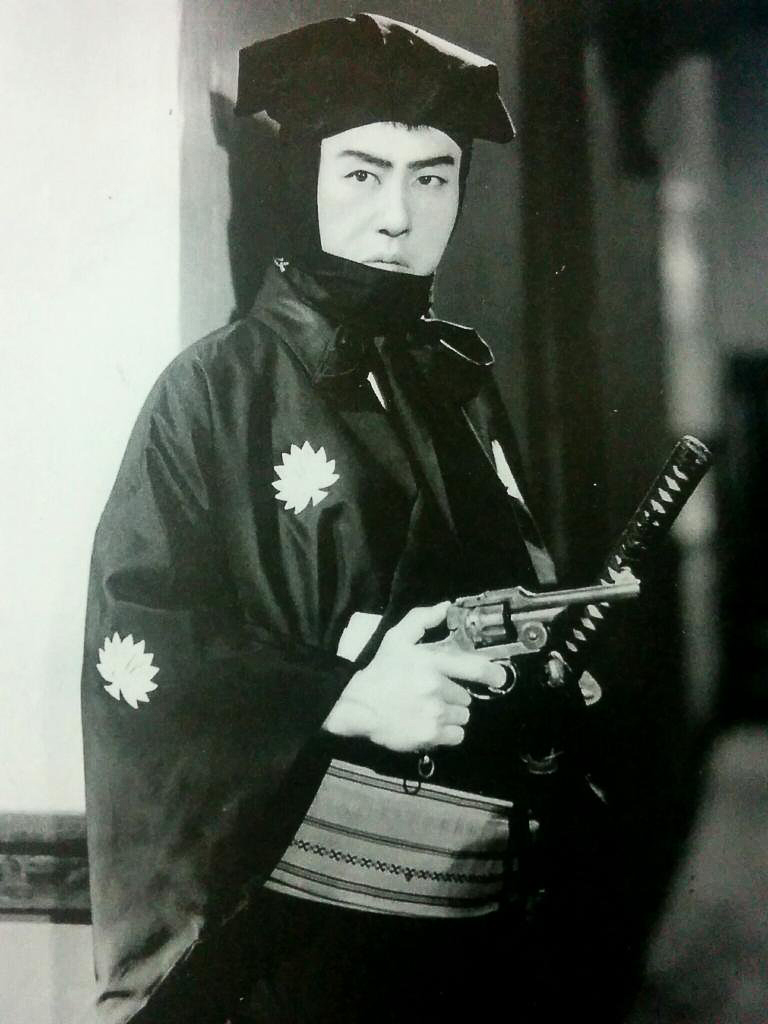
『御存知鞍馬天狗 宗十郎頭巾』（1936年）での嵐寛寿郎

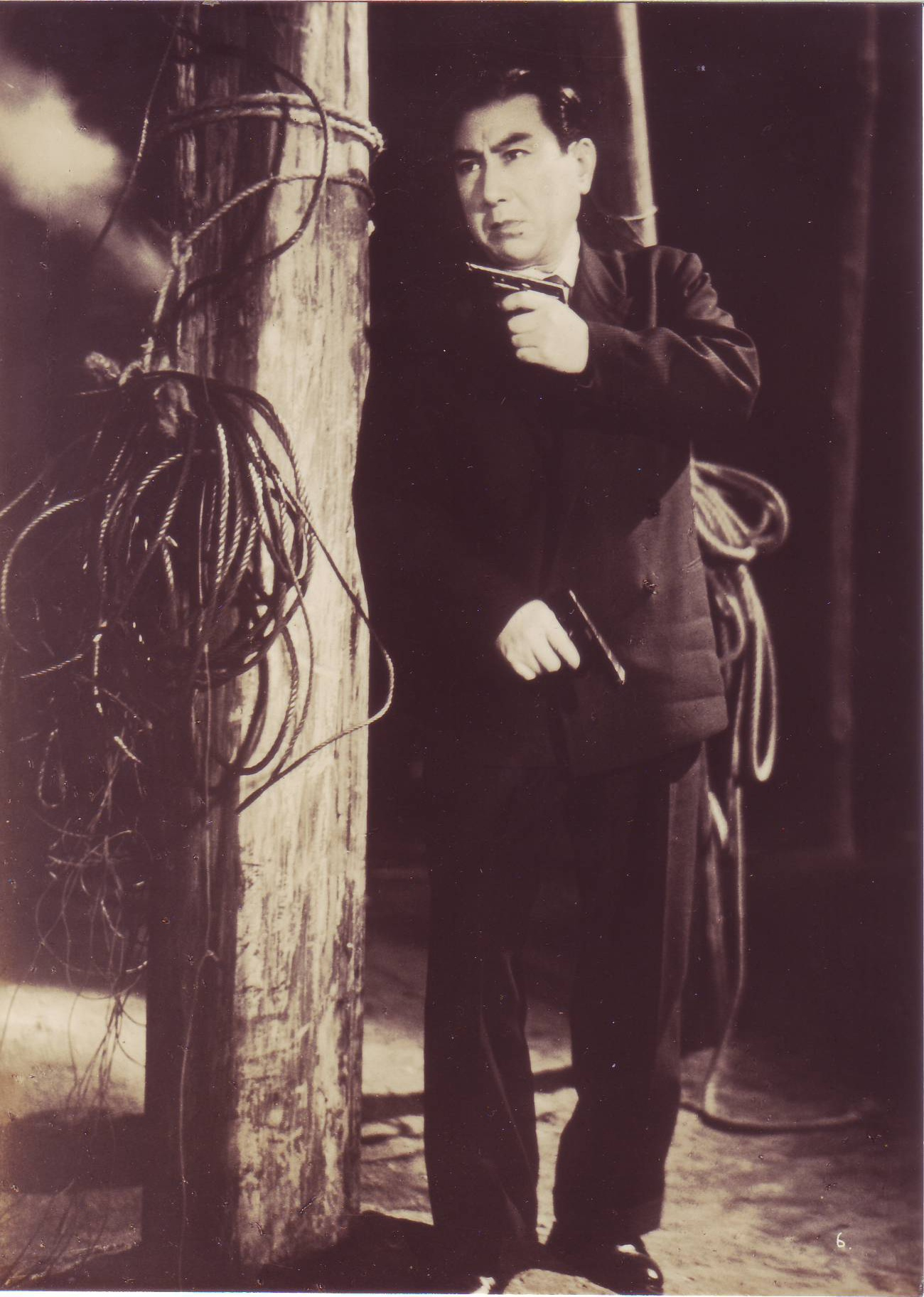
多羅尾伴内シリーズ『曲馬団の魔王』（1954年）での片岡千恵蔵

片岡千恵蔵は、第二次世界大戦後の1940年代には時代劇やチャンバラ映画が禁止されていたため現代劇で活躍し、『七つの顔』（1946年）から始まる「多羅尾伴内シリーズ」で私立探偵の七変化の面白さや二丁拳銃の乱射シーンを演じ、『にっぽんGメン』（1948年）から始まる「にっぽんGメンシリーズ」も人気となった。これら片岡の演じたシリーズは、のちの東映・東宝ギャング・アクション映画の嚆矢にもなった。

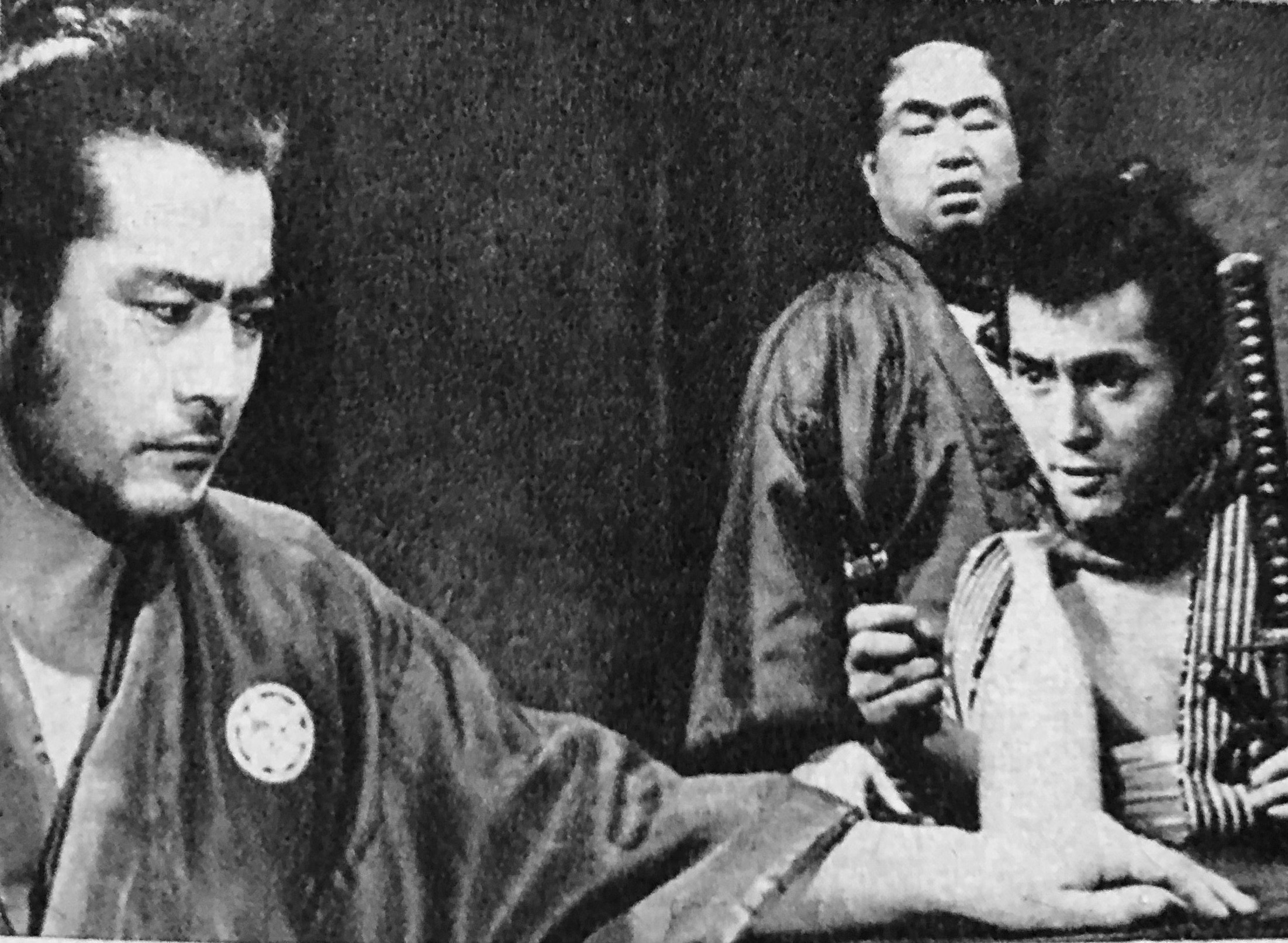
『用心棒』（1961年）での三船敏郎（左）と仲代達矢（右）。後ろは加東大介

サンフランシスコ平和条約が締結され、敗戦直後からのGHQによる占領期間が終った1950年代になると時代劇やチャンバラ映画が復活・解禁され、大映の『羅生門』（1950年）や東宝の『七人の侍』（1954年）に主演した豪快な演技の三船敏郎が人気を博して世界的にも有名となった。『用心棒』（1961年）や『椿三十郎』（1962年）でも迫真の殺陣を見せて不動の地位を築いた三船は、フランス・イタリア・スペイン・アメリカの合作の西部劇『レッド・サン』（1971年）でも侍役を演じ、チャールズ・ブロンソンやアラン・ドロンと共演した。
『用心棒』（1961年）や『椿三十郎』（1962年）などで三船敏郎と多く共演していた仲代達矢も、主演作『切腹』（1962年）の壮絶な演技で世界的にも注目され、『御用金』（1969年）では適役の丹波哲郎との雪中での死闘を熱演した。『御用金』はハリウッド映画『ザ・マスター・ガンファイター』（1975年）で西部劇としてリメイクされた。

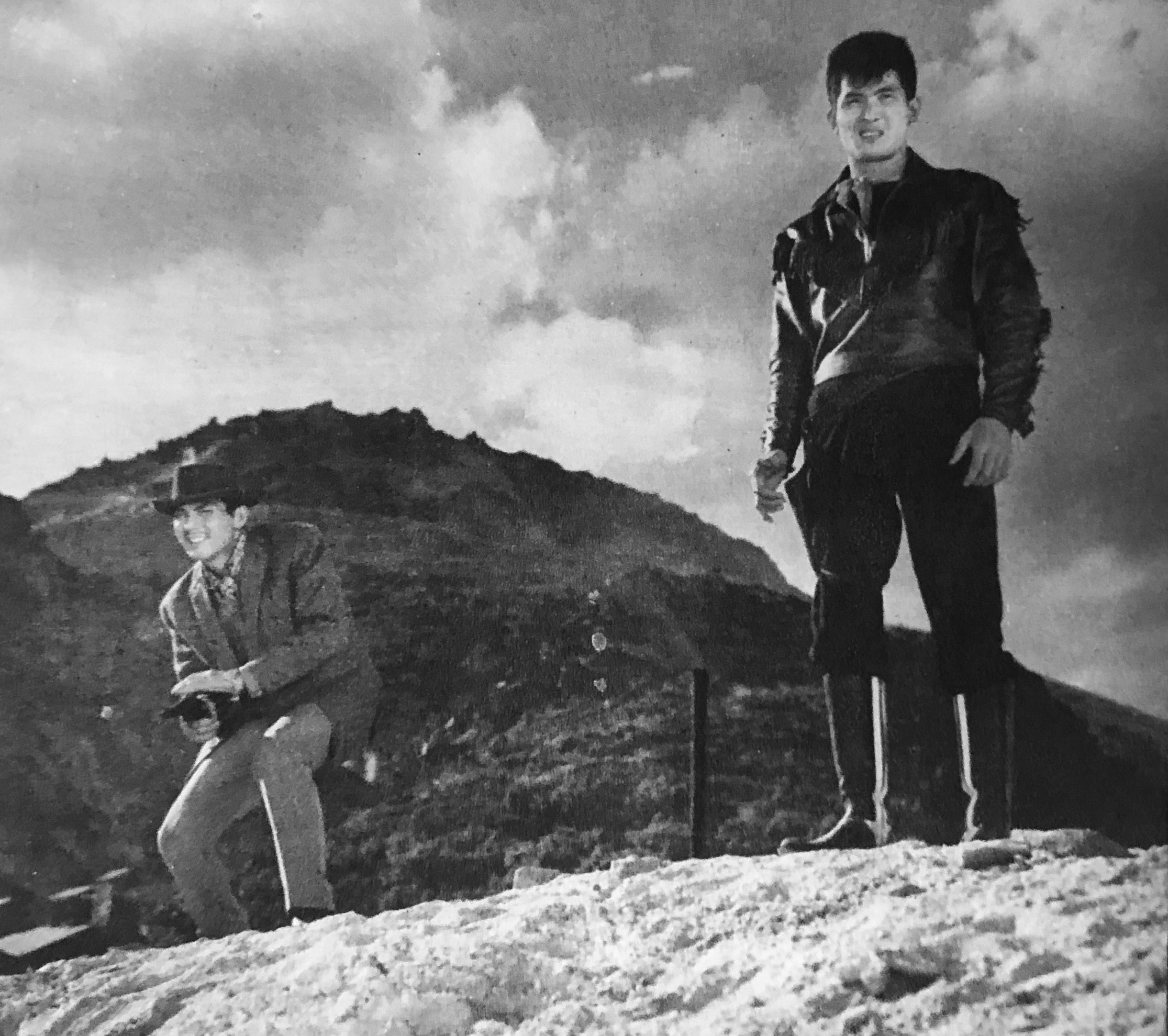
『大草原の渡り鳥』（1960年）での小林旭（右）と宍戸錠（左）

日活からデビューした石原裕次郎は、『地底の歌』（1956年）、『鷲と鷹』（1957年）などでチンピラ役を好演した。日活の「無国籍アクション映画」と称されたどこの国だが不明な舞台や設定のアクション映画『ギターを持った渡り鳥』（1959年）から始まる「渡り鳥シリーズ」に主演し流れ者を演じた小林旭や、『拳銃無頼帖 抜き射ちの竜』（1960年）を1作目とする「拳銃無頼帖シリーズ」でガン・アクションを演じた赤木圭一郎や宍戸錠らも人気となった。

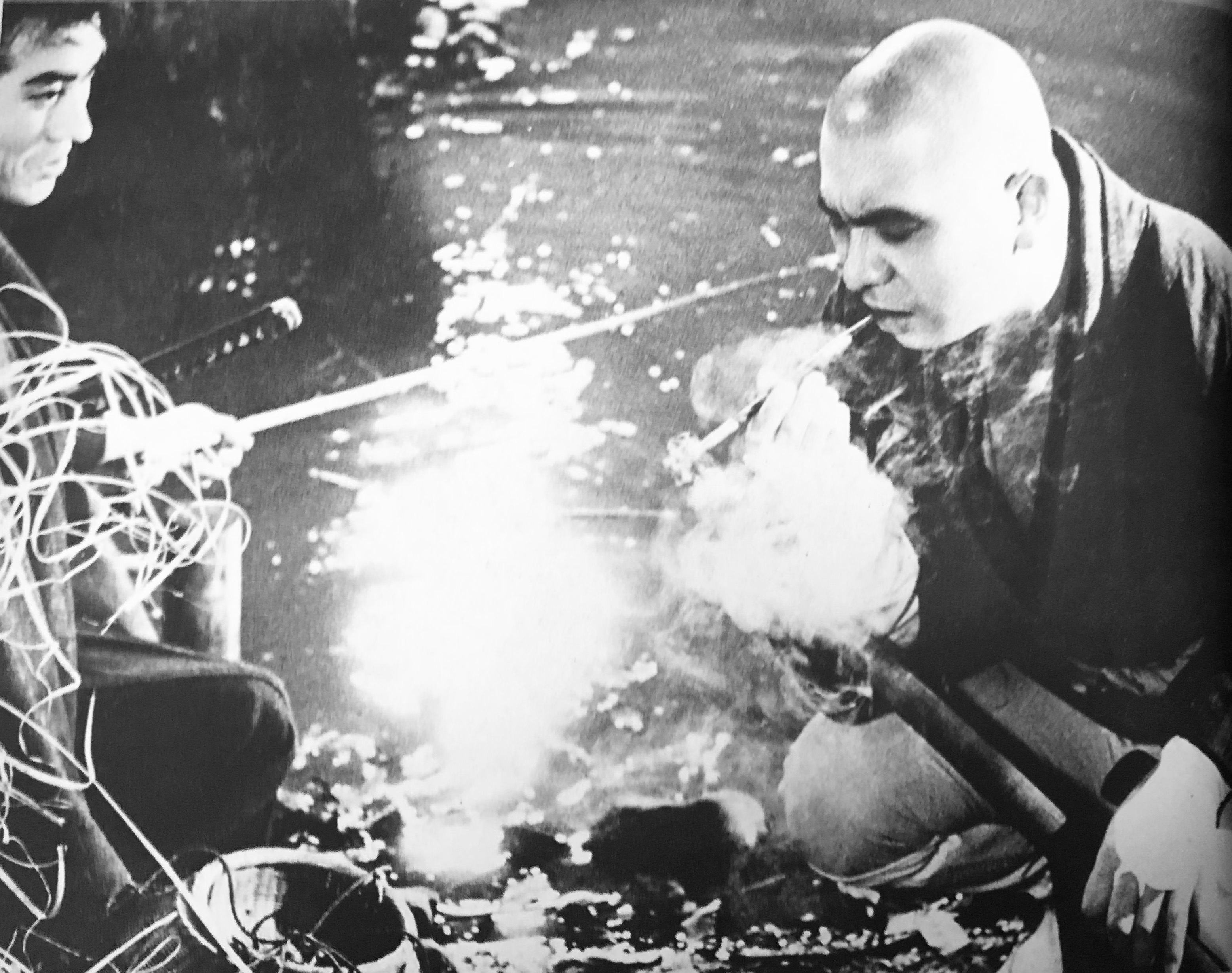
『座頭市物語』（1962年）での勝新太郎

1960年代には、天才的な居合斬りの技を持つ盲目の座頭（按摩師）の「市」というアウトローを主人公とする大映の時代劇『座頭市物語』（1962年）から始まる「座頭市シリーズ」を熱演した勝新太郎が人気を博した。アジアやラテン・アメリカでも人気となった「座頭市シリーズ」は、香港の武侠映画に盲目の達人が登場するようになるほどの影響を与えて、シリーズ22作目の『新座頭市・破れ!唐人剣』（1971年）では香港のカンフー・スタージミー・ウォングとのW主演となり、外国人と戦う座頭市も好演した。
一方、歌舞伎役者から映画俳優になった市川雷蔵は、『斬る』（1962年）で複雑な運命を持つ天才剣士や、『剣に賭ける』（1962年）でも剣士「千葉周作」を好演した後、「円月殺法」を持つ刺客を主人公とする『眠狂四郎殺法帖』（1963年）から始まる「眠狂四郎シリーズ」も人気を博し、勝と雷蔵は「カツライス」と呼ばれる大映の二大スターとなった。

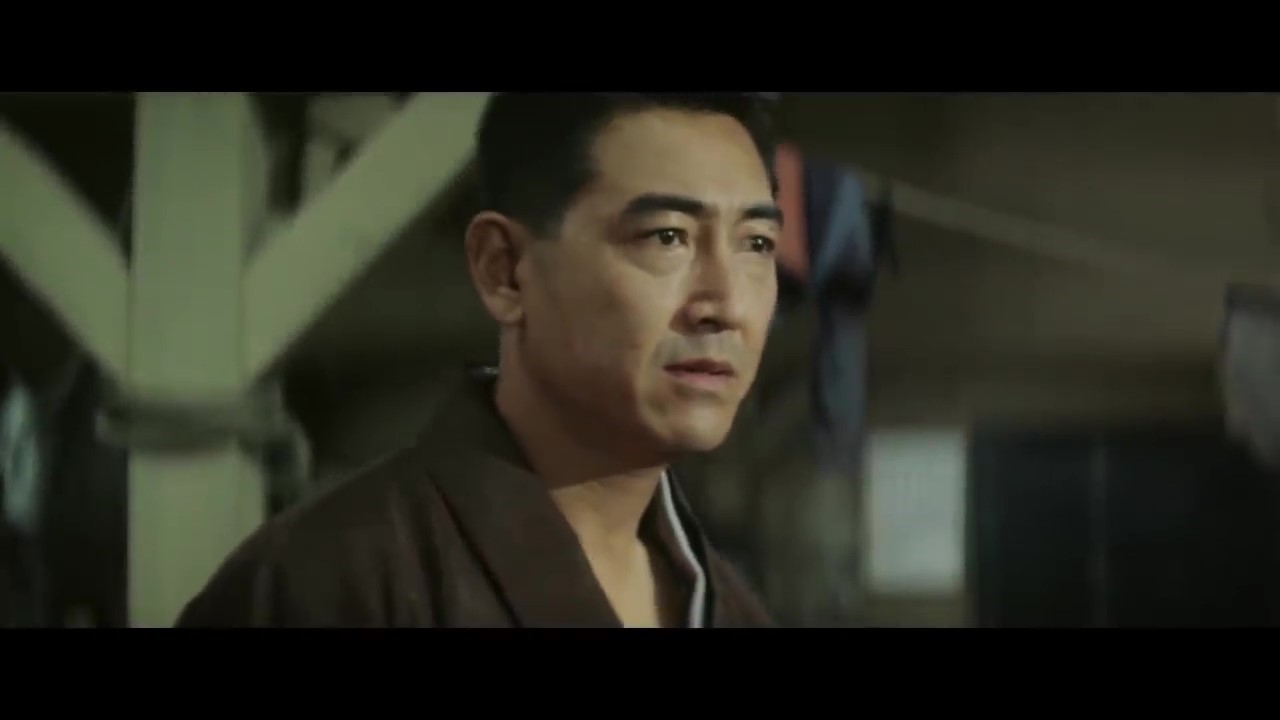
『日本侠客伝 関東篇』（1965年）での鶴田浩二

同時期、任侠映画の元祖と言われた東映のヤクザ映画『人生劇場 飛車角』（1963年）で日本の伝統的な任侠の世界を演じ、自己犠牲を惜しまず日本刀で戦う鶴田浩二と高倉健のコンビが人気を博した。鶴田はその後も「人生劇場シリーズ」や「博徒シリーズ」、「博奕打ちシリーズ」などに主演し、鶴田がヤクザ映画の中で発する「それでもおめえ、日本人か!」という叫びは、いまだアメリカによって半ば占領されている日本の半植民地的な状況や、失われていく日本の精神風土の問題を呼び覚ますような問いが写し出されていた。男の恩義・人情を描き、落とし前をつける日本の任侠映画は、のちの香港映画『男たちの挽歌』（1986年）にも影響を与えた。

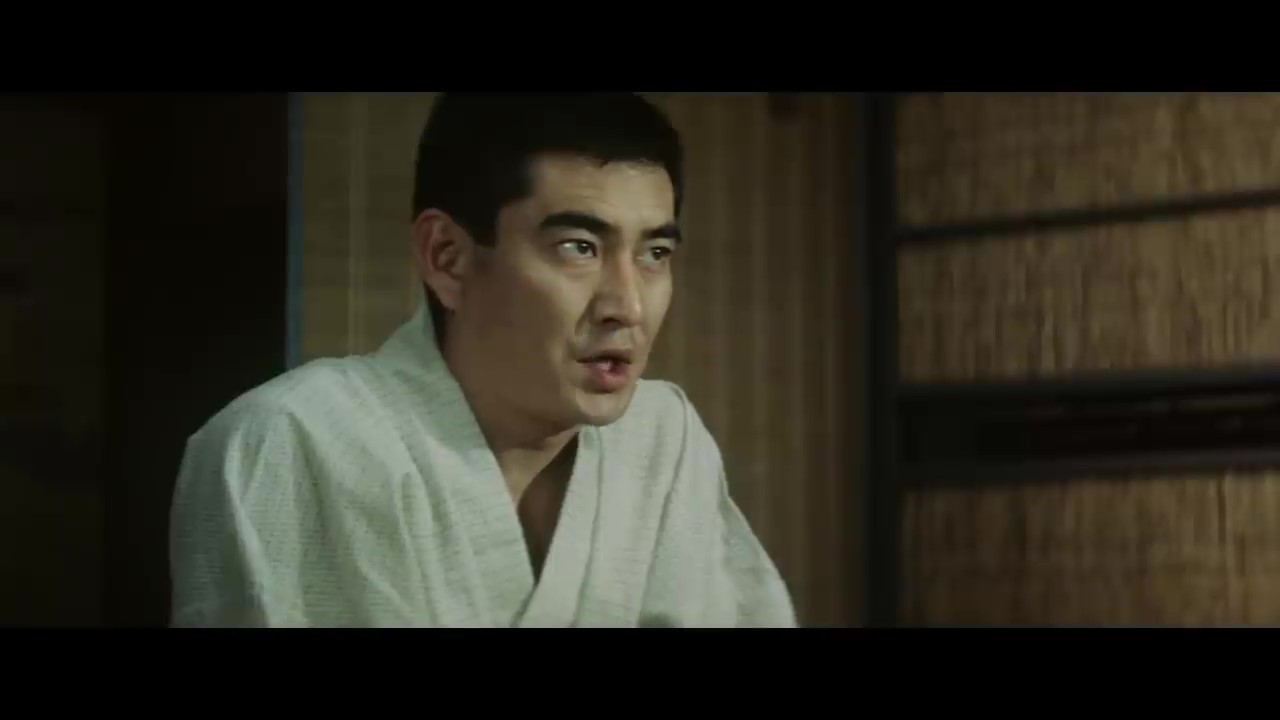
『日本侠客伝 関東篇』（1965年）での高倉健

高倉健はその後の『日本侠客伝』（1964年）から始まる「日本侠客伝シリーズ」や、『昭和残侠伝』（1965年）を1作目とする「昭和残侠伝シリーズ」、『網走番外地』（1965年）から始まる「網走番外地シリーズ」や、『緋牡丹博徒』（1968年）を1作目とする「緋牡丹博徒シリーズ」などでもストイックなヤクザを好演して不動の地位を築き、海外でも『ザ・ヤクザ』（1974年）で義理堅い寡黙なヤクザを演じて注目された。東映退社後に検事役で主演した『君よ憤怒の河を渉れ』（1976年）は中国で大ヒットし高倉の中国人気にも繋がり、2010年代には香港・中国のリメイク映画『マンハント 追補』（2017年）も製作された。
石原裕次郎に続く日活の新たなスターとしてヤクザ映画『無頼より 大幹部』（1968年）で主演した渡哲也は、朴訥な一匹狼の主人公「藤川五郎」がはまり役となり「無頼シリーズ」も人気となった。また同時期に世界で流行となったマカロニ・ウエスタンのニヒルな人物造型は、原作小説を実写化したテレビドラマ『木枯し紋次郎』（1972年）や、劇画を実写化した映画『子連れ狼』（1972年 – 1974年）、テレビドラマ『子連れ狼』（1973年 – 1976年）などにも影響を与え、一匹狼の渡世人「紋次郎」役を演じた中村敦夫や、宿敵の柳生一族への復讐を内に秘めながら幼い息子「大五郎」を連れて放浪する寡黙な「拝一刀」を演じた若山富三郎や萬屋錦之介が人気となった。
東映京都の任侠路線が停滞した後は、実録路線の作風の東映東京で製作された『仁義なき戦い』（1973年）が「仁義なき戦い・シリーズ」化するほどヒットし、鶴田浩二や高倉健の役柄とは全く違う冷酷無比なヤクザを演じた菅原文太や、第二部『仁義なき戦い 広島死闘篇』（1973年）で破滅に向って走る悲壮美を体現した北大路欣也が注目された。シリーズの傍系作品『仁義の墓場』（1975年）や『やくざの墓場 くちなしの花』（1976年）では、日活の俳優だった渡哲也が新たなイメージを開拓し不吉で狂気的なヤクザ役を好演した。
ブルース・リーが急逝と同時に『燃えよドラゴン』（1974年）が世界的に一世を風靡した1970年代、香港映画会社ショウ・ブラザーズのオーディションに合格して『帰って来たドラゴン』（1974年）などに出演した倉田保昭は空手、柔道、合気道などの鍛錬を積んだ武道家で、その後に凱旋帰国した日本でもアクション俳優として活躍した。
テレビドラマ『闘え!ドラゴン』（1974年）などで「和製ドラゴン」として人気者となった倉田は、ヒットドラマ『Gメン'75』（1975年 – 1985年）にもレギュラー出演し、1975年に「倉田アクションクラブ」を創設した。倉田は亡きブルース・リーとは共演はしていなかったが交遊しており、倉田が沖縄の琉球古武術の武器ヌンチャクをリーにプレゼントしたエピソードもあった。日本でブレイク後も倉田は香港映画で活躍し続け、1990年代以降もジャッキー・チェンやジェット・リーらと共演した。

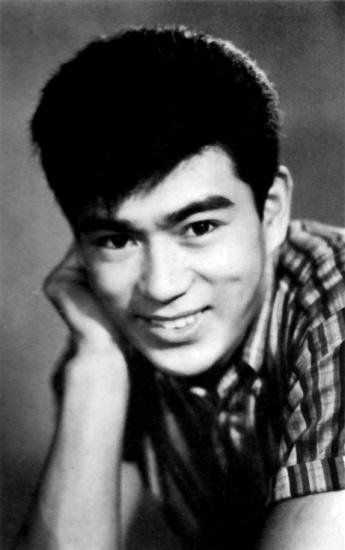
千葉真一（1961年）

一方、元大部屋俳優でスタントマンや『新七色仮面』（1960年）などの変身ヒーロー役をこなしていた千葉真一は、台湾との合作映画『カミカゼ野郎 真昼の決斗』（1966年）やアメリカとの合作映画『海底大戦争』（1966年）などにも主演した（海外ではSonny Chibaの名称）。千葉主演の映画に少年時代のキアヌ・リーブスは夢中になっていたという。テレビ時代になってから千葉は日本のテレビドラマ『キイハンター』（1968年 – 1973年）のアクションでお茶の間の人気者となった。その後の角川映画『戦国自衛隊』（1979年）では千葉自らが日本で初めてアクション監督を務め、1970年に千葉が創設していたアクション団体「ジャパン・アクション・クラブ」(JAC) の新人メンバーの真田広之もヘリコプターから飛び降りるという危険な離れ技を披露した。

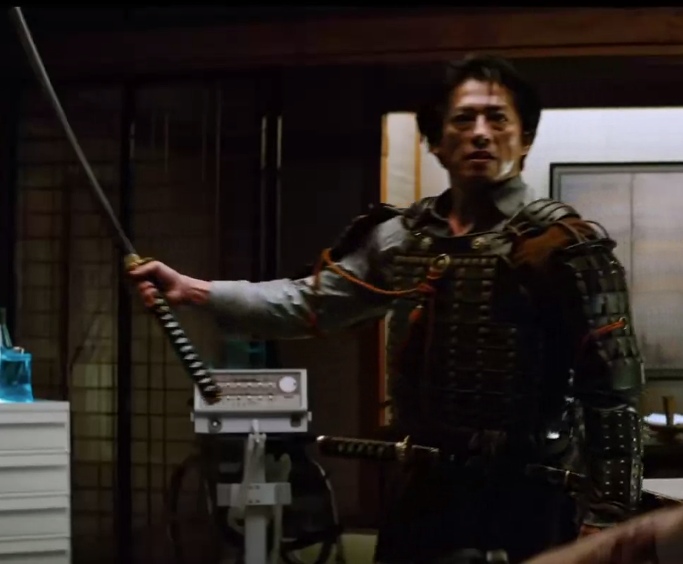
『ウルヴァリン:SAMURAI』（2013年）での真田広之

真田広之は1980年代には『魔界転生』（1981年）、『里見八犬伝』（1983年）などに出演し人気アクション俳優となったが、その後は次第にアクションから距離を置くようになり一般的なドラマの役が増えた時期もありつつも、海外にも活動の場を広げて『ラスト サムライ』（2003年）ではトム・クルーズ、『ラッシュアワー3』（2007年）ではジャッキー・チェンと共演し、「ジョン・ウィック・シリーズ」4作目の『ジョン・ウィック:コンセクエンス』（2023年）ではキアヌ・リーブスと共演した。その後も真田は世界的に活躍し自身プロデュース・主演の世界配信戦国ドラマシリーズ『SHOGUN 将軍』（2024年）が好評となり、第76回プライムタイム・エミー賞のドラマ・シリーズ部門で作品賞や主演男優賞にノミネートされ受賞を果たした。真田は受賞スピーチで、「これまで時代劇を継承し、支えてきてたすべての監督、諸先生方に御礼申し上げます。あなた方から受け継いだ情熱と夢が海を渡り、国境を越えました」と日本に向けて日本語でも喜びを表明した。
同じく千葉真一のJAC門下生の志穂美悦子も、主演に選ばれた「女必殺拳シリーズ」の『女必殺拳』（1974年）、『女必殺拳 危機一発』（1974年）、『帰って来た女必殺拳』（1975年）の「李紅竜・三部作」でブレイクし、その後の『必殺女拳士』（1976年）などでも活躍した。志穂美は欧米では「スー・シオミ」として伝説の女性アクション俳優として知られている。1980年代に香港映画に参入した大島由加里は『天使行動』（1987年）でのムーン・リーとの死闘が話題になり、その後はシンシア・ラスターとして香港やフィリピンで黄金時代を築いた。
ブルース・リーのカンフー・ブームから、日本の忍者に目をつけたハリウッド映画『燃えよNINJA』（1981年）に出演したショー・コスギは身軽な忍者役を好演し、映画も世界的にヒットして全米などで忍者ブームが起るほどの人気となってシリーズ化した。ショー・コスギの息子でアメリカ育ちのケイン・コスギも「忍者シリーズ」2作目の『ニンジャII/修羅ノ章』（1982年）で子役デビューし、成人後は日本で初主演映画『マッスルヒート』（2002年）でスタントマン無しのアクションを演じた。
2007年には岡田准一主演のテレビドラマ『SP 警視庁警備部警護課第四係』が映画化されるなどヒットし、岡田は映画版の『SP 野望篇』（2010年）では、肉体改造と様々な格闘技の訓練を積みノースタントで演じるなどアクション俳優としてブレイクを果たし、以降様々なアクション映画に出演するようになった。
人気漫画を実写化したヒット映画『るろうに剣心』（2012年）に主演した佐藤健は、元々少林寺拳法やブレイクダンスの経験があったが、さらにアクション・トレーニングを東京で3か月、京都で4か月行ない、スタントマン無しでスパイク付きの足袋により斜め走りや壁走りのアクションを演じ主人公「緋村剣心」を好演して注目された。同じく漫画原作の『キングダム』（2019年）主演の山﨑賢人も古代中国の武将「李信」を好演した。
千葉真一の長男・新田真剣佑は父同様に器械体操や空手などの心得があり、漫画『聖闘士星矢』を題材にしたハリウッド映画『聖闘士星矢 The Beginning』（2023年）では主人公「天馬星座の星矢」役で主演した。